# Nhà thờ Mộ Thánh

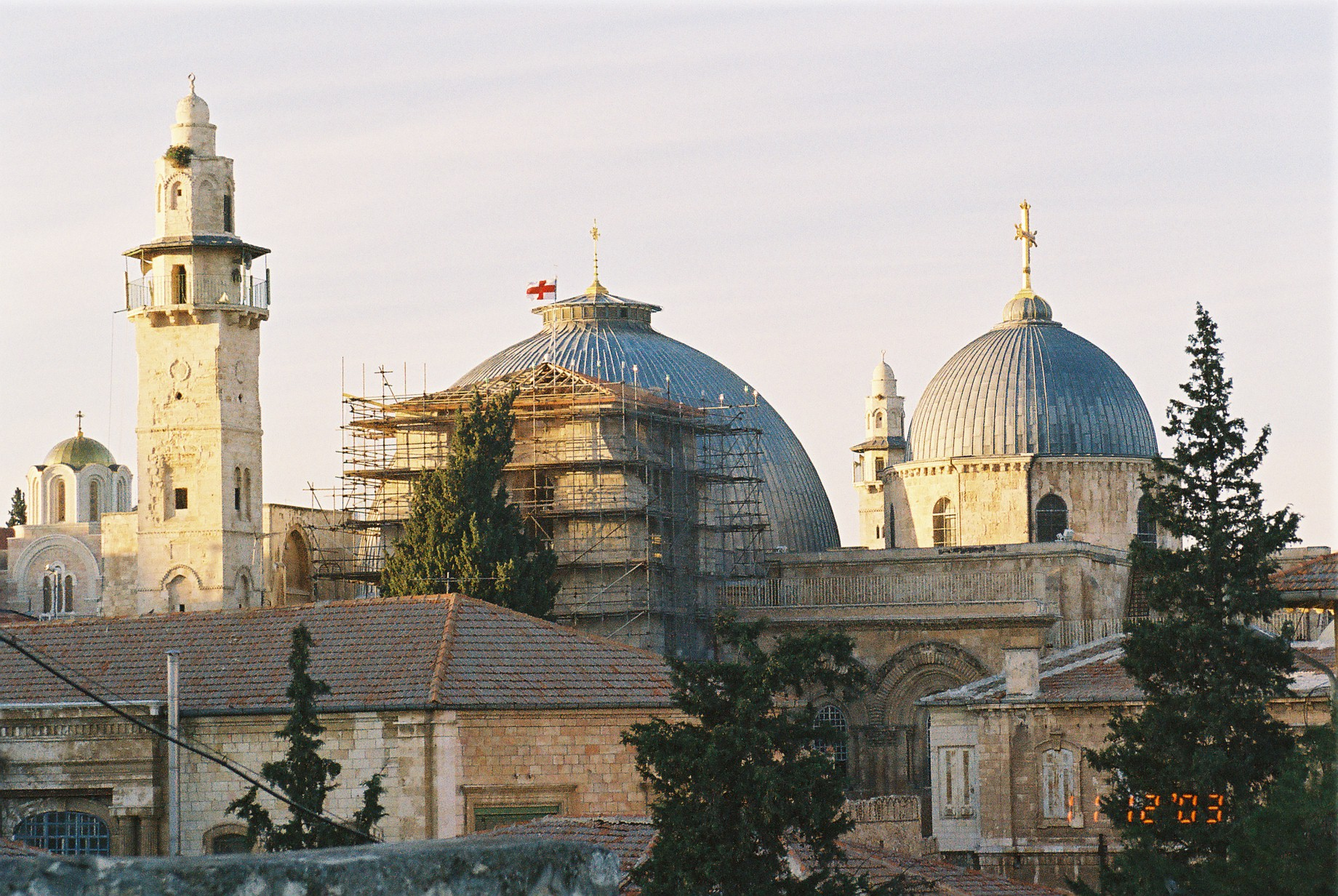
Hai Mái vòm của Nhà thờ Mộ Thánh, Mái vòm bên trên Rotunda ở trên nóc có lá cờ Thập Tự Thánh Georges và mái vòm nhỏ hơn ở phía trên Catholicon, Tháp giáo đường phía bên trái là của Giáo đường Hồi giáo Omar.

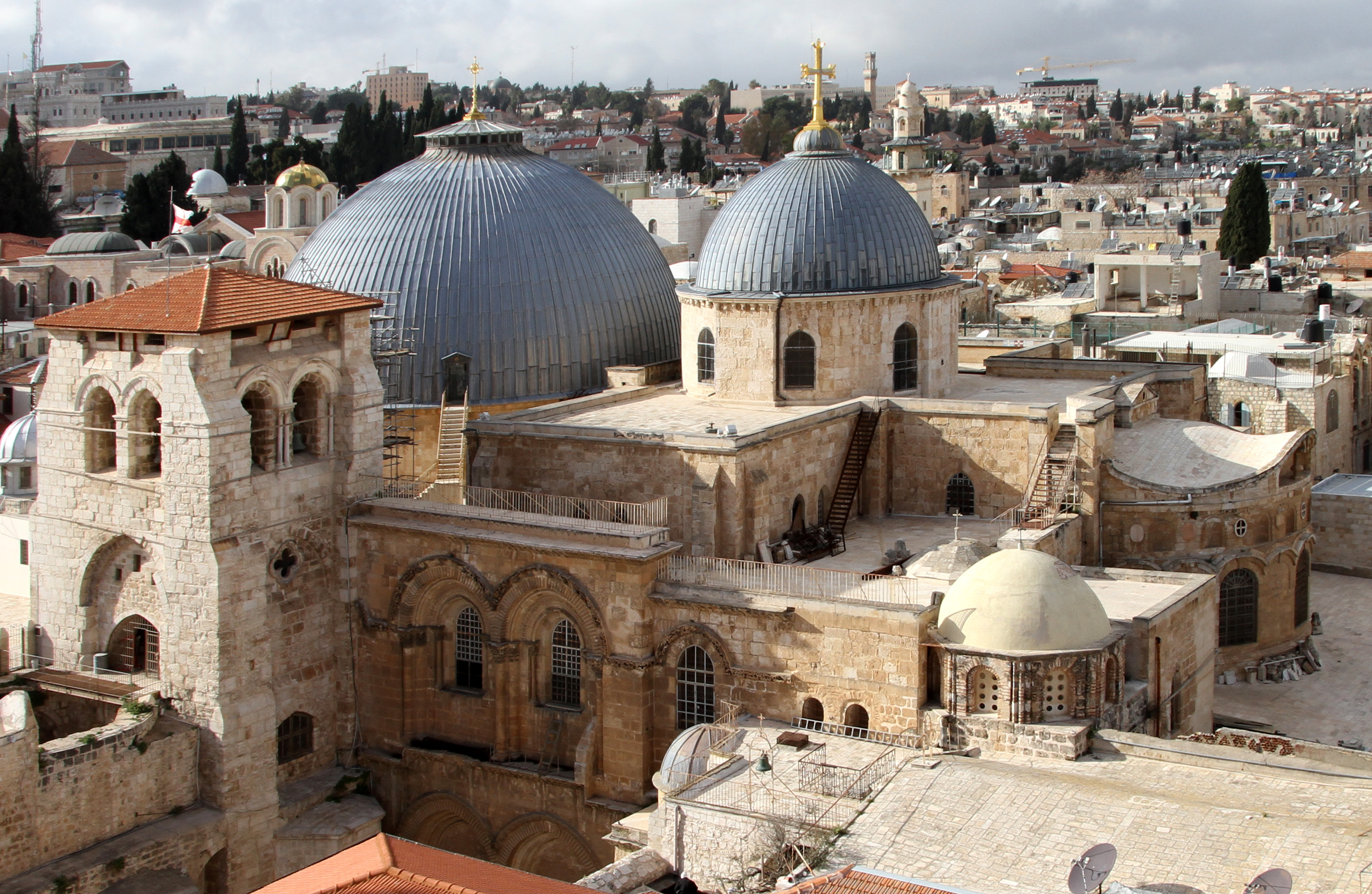
Nhà thờ Mộ Thánh

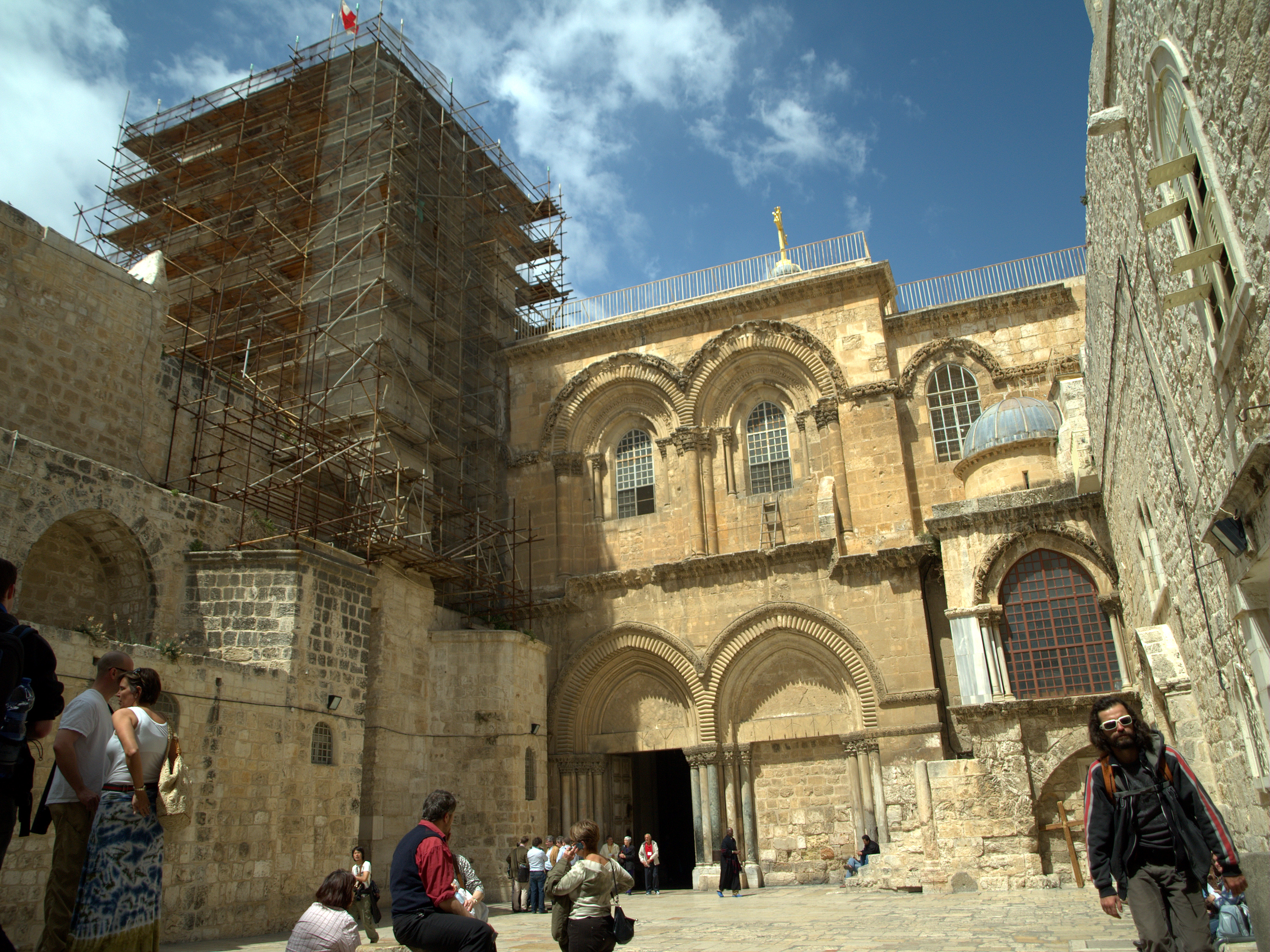
Cửa chính vào Nhà thờ Mộ Thánh

Nhà thờ Mộ Thánh (Kitô giáo Đông phương gọi là Nhà thờ Phục sinh), là một nhà thờ nằm ở bên trong bức tường thành của thành phố cổ Jerusalem. Nhà thờ này ở gần khu Muristan.
Nơi đây được tôn kính như Đồi Sọ (đồi Can-vê hay Golgotha) nơi chúa Giêsu bị đóng đinh vào thập giá và cũng được cho là gồm cả nơi mà chúa Giêsu được mai táng và đến ngày thứ 3 thì sống lại. Nhà thờ này là điểm viếng thăm quan trọng của những Kitô hữu hành hương ít nhất từ thế kỷ thứ 4. 
Ngày nay nhà thờ này cũng được dùng làm Tòa Thượng phụ Jerusalem (tiếng Hy Lạp: Πατριάρχης Ιεροσολύμων) của Chính thống giáo Hy Lạp, trong khi quyền kiểm soát nhà thờ này được chia sẻ giữa nhiều giáo hội Kitô giáo khác nhau, như Chính Thống giáo Đông phương, Chính Thống giáo Cổ Đông phương và Giáo hội Công giáo Rôma. Các giáo hội Anh giáo và Tin Lành không có sự hiện diện thường trực trong nhà thờ này. và các thực thể thế tục trong các thỏa thuận phức tạp về cơ bản không thay đổi trong nhiều thế kỷ.

## Lịch sử

### Việc xây dựng
Vào đầu thế kỷ thứ 2, địa điểm của nhà thờ hiện nay là đền thờ nữ thần Aphrodite; nhiều nhà văn thời xưa mô tả nơi đây là đền thờ nữ thần Venus, vị thần của người La Mã tương đương nữ thần Aphrodite. Eusebius, trong quyển Life of Constantine của ông cho rằng địa điểm nhà thờ này có nguồn gốc từ một nơi tôn kính của Kitô giáo, nhưng hoàng đế Hadrianus đã cố ý cho đổ đất lấp những nơi của Kitô giáo này, rồi xây đền thờ của riêng ông trên đỉnh (đất lấp), do ông ghét Kitô giáo. Mặc dù Eusebius không nói nhiều, nhưng dường như đền thờ nữ thần Aphrodite đã được xây dựng như một phần trong cuộc tái thiết Jerusalem của Hadrianus giống như Aelia Capitolina năm 135, sau khi Jerusalem bị tàn phá bởi cuộc Chiến tranh Do Thái-La Mã thứ nhất năm 70 và cuộc Khởi nghĩa Bar Kokhba năm 132–135.
Khoảng năm 325-326 hoàng đế Constantine I ra lệnh phá đền thờ Aphrodite và đào đất nền của đền thờ đưa đi nơi khác, rồi chỉ thị cho Macarius of Jerusalem - vị giám mục địa phương – xây một nhà thờ trên địa điểm này. Tập Itinerarium Burdigalense tường thuật trong năm 333: Tại đây, hiện nay, do lệnh của hoàng đế Constantine, đã xây dựng một vương cung Thánh đường, tức là một nhà thờ đẹp lạ lùng. Hoàng đế Constantine hướng dẫn cho mẹ ông – hoàng thái hậu Helena - xây các nhà thờ trên những địa điểm tưởng nhớ tới cuộc đời của chúa Giêsu. Bà đã hiện diện từ năm 326 trong việc xây dựng nhà thờ này và đích thân tham gia các cuộc khai quật và xây dựng.
Trong khi khai quật, Helena (được cho là) đã tái phát hiện Thánh giá thật, và ngôi mộ (chôn xác Chúa), dù rằng tường thuật của Eusebius không đề cập tới sự có mặt của Helena tại nơi khai quật cũng như việc phát hiện Thánh giá, mà chỉ nói tới ngôi mộ. Theo Eusebius, ngôi mộ đưa ra một bằng chứng rõ ràng, có thể nhìn thấy rằng đó chính là ngôi mộ của chúa Giêsu; Socrates Scholasticus (s. khoảng năm 380), trong quyển Ecclesiastical History (Lịch sử Giáo hội Kitô) của ông đã mô tả đầy đủ việc phát hiện này (sau này được Sozomen và Theodoret nhắc lại) trong đó nhấn mạnh vai trò của Helena trong việc khai quật và xây dựng nhà thờ này; cũng giống như Nhà thờ Giáng Sinh ở Bethlehem (cũng do Constantine và Helena thiết lập) để tưởng nhớ việc đản sinh của chúa Giêsu, thì Nhà thờ mộ Thánh là để tưởng niệm cái chết và sự sống lại của Ngài.
Nhà thờ do hoàng đế Constantine xây gồm 2 nhà thờ nối liền với nhau trên 2 địa điểm thiêng liêng khác nhau, trong đó là một vương cung Thánh đường (gọi là Martyrium (Tử đạo) mà một phụ nữ tên Egeria đã viếng thăm trong thập niên 380), một atrium (tên là Triportico) với đồi Golgotha truyền thống ở một góc, và một rotunda (phòng lớn hình tròn), gọi là Anastasis (Phục sinh), nơi có di tích của một ngôi "mộ đục vào trong núi đá" mà Helena và giám mục Macarius xác định là mộ mai táng chúa Giêsu. Mặt đá ở đầu phía tây của tòa nhà được đục bỏ, mặc dù không biết rõ là ở thời Constantine nó còn lại bao nhiêu, vì việc nghiên cứu khảo cổ đã phát hiện là ngôi đền thờ nữ thần Aphrodite rộng tới khu phòng lớn hình tròn (rotunda) hiện nay, và vì thế mép ngoài của đền thờ phải xa hơn về phía tây.
Theo truyền thuyết, Constantine đã cho đục bỏ mặt đá chung quanh ngôi mộ, mà không làm hại nó, để cô lập ngôi mộ, ở trung tâm của gian phòng lớn hình tròn (rotunda) là một nhà nhỏ được gọi là "Kouvouklion" (Kουβούκλιον; tiếng Hy Lạp hiện đại = ngăn phòng nhỏ) hoặc Aedicule (từ chữ Latin: aediculum = ngôi nhà nhỏ), được cho là bao quanh ngôi mộ này, mặc dù ngày nay không có thể xác minh truyền thuyết nói trên, vì các di tích còn lại được hoàn toàn bao bọc bởi một vỏ bọc bằng đá cẩm thạch. Việc khám phá ra các ngôi mộ kokhim ngay bên ngoài tường phía tây của nhà thờ, và gần đây hơn việc điều tra khảo cổ học ở sàn của gian phòng lớn hình tròn, cho thấy một mũi núi hẹp có độ dài ít nhất 10 yard (= 9,14 m) đã phải nhô ra từ mặt đá nếu những vật ở bên trong ngăn phòng nhỏ (Aedicule) đã một lần tồn tại bên trong nó. Kiến trúc vòm của gian phòng lớn hình tròn đã được hoàn thành vào cuối thế kỷ thứ 4. 
Hàng năm, Giáo hội Chính Thống giáo Đông phương cử hành lễ kỷ niệm ngày Thánh hiến nhà thờ Phục sinh (nhà thờ Mộ Thánh) vào ngày 13 tháng 9 (đối với những nhà thờ theo Lịch Julius truyền thống, ngày13 hiện rơi vào ngày 26 tháng 9 của Lịch Gregory hiện đại).

### Hư hại và phá hủy

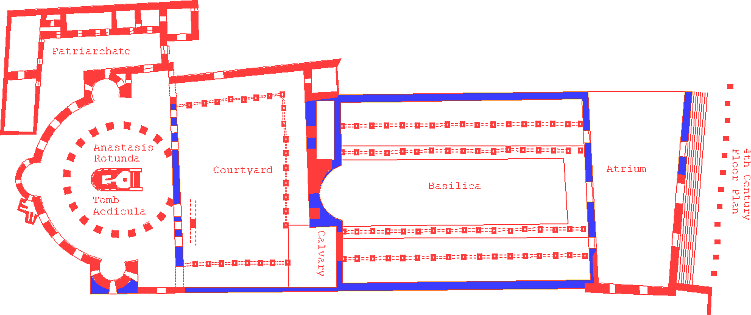
Sơ đồ nền của địa điểm này ở thế kỷ thứ 4

Nhà thờ này bị hư hỏng bởi trận hỏa hoạn năm 614 khi vua Khosrau II của Đế chế Ba Tư xâm chiếm Jerusalem và chiếm giữ Thánh Giá. Năm 630, Hoàng đế Heraclius hành quân thắng lợi tiến vào thành Jerusalem và phục hồi Thánh Giá đích thực để xây dựng lại Nhà thờ Mộ Thánh. Dưới sự cai trị của người Hồi giáo, nó vẫn còn là một nhà thờ Kitô giáo. Các nhà cai trị Hồi giáo ban đầu đã bảo vệ các địa điểm Kitô giáo của thành phố, cấm phá hủy và sử dụng như khu nhà ở. Năm 966, các cửa và mái nhà bị đốt cháy trong một cuộc bạo loạn 
Ngày 18.10.1009, khalip Al-Hakim bi-Amr Allah của Nhà Fatima ra lệnh phá hủy toàn bộ nhà thờ. Người ta tin rằng Al-Hakim "đã bực tức vì số lượng lớn các người hành hương tới Jerusalem trong mùa Phục Sinh, đặc biệt để chiêm ngắm phép lạ hàng năm của ngọn lửa thiêng trong Mộ Chúa. Các biện pháp chống lại nhà thờ này là một phần của một chiến dịch chống lại các nơi thờ phượng Kitô giáo ở Palestine và Ai Cập, gây ra rất nhiều thiệt hại khác: Adhemar Chabannes ghi nhận rằng nhà thờ Thánh George ở Lydda với nhiều nhà thờ khác đã bị tấn công, và Nhà thờ Mộ Thánh bị triệt phá bình địa... Nhà văn Kitô giáo Yahya ibn Sa'id tường thuật là mọi thứ đã bị san bằng, ngoại trừ những phần không thể phá hủy được hoặc quá khó khăn để gỡ bỏ.

### Xây dựng lại
Trong các cuộc đàm phán trên phạm vi rộng giữa nhà Fatimid và Đế quốc Byzantine trong các năm 1027-1028 một thỏa thuận đã đạt được, theo đó vị Caliph mới Ali az-Zahir (con trai của Al-Hakim) đồng ý cho phép xây dựng lại và trang trí lại nhà thờ này. Đổi lại,nhà thờ Hồi giáo (mosque) ở Constantinople được phép mở cửa lại và các bài giảng được công bố nhân danh az-Zahir. Các nguồn Hồi giáo nói rằng một thỏa thuận phụ cũng được ký kết, cho phép nhiều Kitô hữu đã từng bị cưỡng bách phải cải theo Hồi giáo trong cuộc bách hại của Al-Hakim, được công khai từ bỏ đạo Hồi. Ngoài ra, khi phóng thích 5.000 tù nhân Hồi giáo, đế quốc Byzantine cũng đòi được khôi phục các nhà thờ khác đã bị Al-Hakim phá hủy cùng việc tái thành lập Patriarch (tòa Thượng phụ) ở Jerusalem. Việc xây dựng lại nhà thờ tốn một khoản tiền rất lớn, được hoàng đế Constantine IX Monomachos và thượng phụ Nicephorus của Constantinople tài trợ, cuối cùng đã hoàn tất vào năm 1048. Mặc dù đế quốc Byzantine đã tiêu một khoản tiền lớn vào dự án này, "nhưng cũng không thể xây dựng lại toàn bộ, mà chỉ tập trung vào gian phòng lớn hình tròn (rotunda) cùng những tòa kiến trúc chung quanh, còn vương cung Thánh đường lớn vẫn còn là đống đổ nát". Công trình xây dựng lại gồm "một sân lộ thiên với 5 nhà nguyện nhỏ liên hợp". Các nhà nguyện nằm ở phía đông của sân phục sinh, nơi từng có bức tường của nhà thờ lớn. Các nhà nguyện này tưởng niệm các cảnh Cuộc thương khó của Giêsu, chẳng hạn nơi giam giữ và nơi đánh đòn chúa Giêsu. Việc Thánh hiến các nhà nguyện này cho thấy tầm quan trọng của lòng sùng kính của các người hành hương đối với chúa Giêsu. Các nhà nguyện này được mô tả như một loại Via Dolorosa thu nhỏ lại'... vì chỉ có ít hoặc không có việc xây dựng lại ở địa điểm vương cung Thánh đường lớn. Những người hành hương từ phương Tây tới Jerusalem trong thế kỷ 11 thấy phần lớn nơi Thánh thiêng vẫn còn đổ nát". Việc kiểm soát Jerusalem – và do đó cả Nhà thờ Mộ Thánh - tiếp tục thay tay nhiều lần giữa nhà Fatimid và vương triều Seljuq (trung thành với Nhà Abbas ở Baghdad) cho tới khi có cuộc Thập tự chinh năm 1099.

### Thời Thập Tự chinh

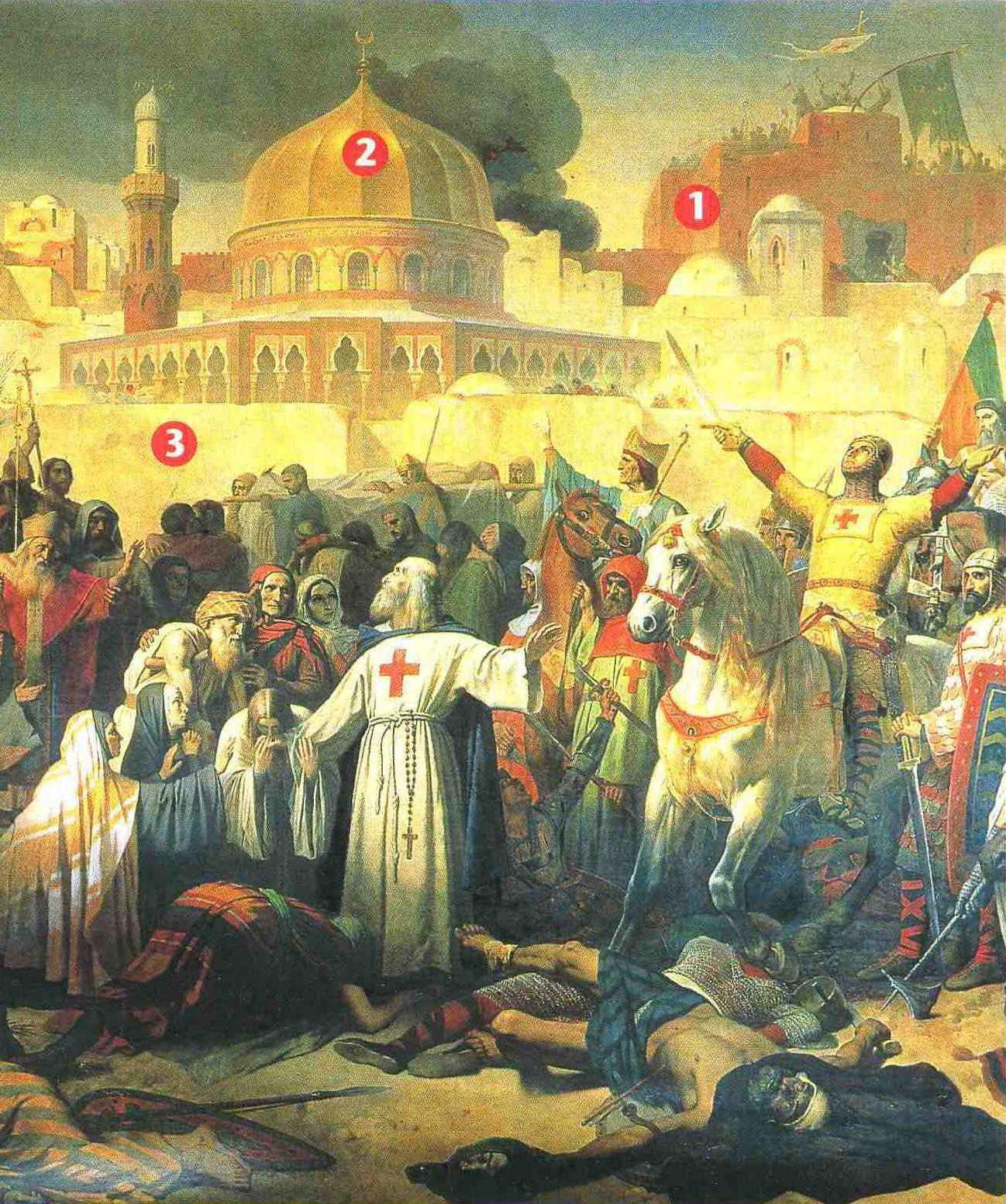
Các Thập tự quân chiếm Jerusalem ngày 15.7.1099
1. Mộ Thánh
2. Vòm Núi đá (đền thờ Hồi giáo)
3. Thành lũy

Nhiều sử gia cho rằng mối quan tâm chính của Giáo hoàng Urban II, khi kêu gọi tiến hành cuộc Thập tự chinh thứ nhất, là mối đe dọa từ cuộc xâm lược vùng Tiểu Á của Thổ Nhĩ Kỳ đối với Constantinople để đáp ứng lời kêu gọi của Hoàng đế Alexios I Komnenos (của Constantinople). Các nhà sử học đồng ý là số phận của Jerusalem - và do đó của nhà thờ Mộ Thánh - được quan tâm, nếu không phải là mục tiêu trước mắt của chính sách của Giáo hoàng năm 1095. Ý tưởng chiếm Jerusalem đã được chú trọng nhiều hơn khi cuộc Thập tự chinh được tiến hành. Khu vực nhà thờ xây dựng lại được các hiệp sĩ của cuộc Thập tự chinh chiếm lại từ tay Nhà Fatimid ngày 15 tháng 7 năm 1099.

Huy hiệu Order of the Holy Sepulchre

Cuộc thập tự chinh thứ nhất đã được hình dung như là một cuộc hành hương có vũ trang, và không có người thập tự chinh nào có thể coi cuộc hành trình của mình là hoàn thành trừ khi anh ta đã cầu nguyện như một người hành hương tại Mộ Thánh. Hoàng thân Godfrey de Bouillon tham gia Thập tự chinh, người đã trở thành người Thập tự chinh đầu tiên chiếm được Jerusalem, đã quyết định không sử dụng danh hiệu vua Jerusalem trong suốt cuộc đời mình, và tự tuyên bố mình là "Advocatus Sancti Sepulchri" ( Người bảo vệ Mộ Thánh).
Ở thời Thập tự chinh, một bể chứa nước dưới vương cung Thánh đường cũ được đồn đại là nơi mà hoàng thái hậu Helena tìm thấy Thánh Giá thật, và bắt đầu được tôn kính như vậy; dù rằng bể đó sau này trở thành "Nhà nguyện phát hiện Thánh Giá", không có bằng chứng cho tin đồn trước thế kỷ 11, và việc nghiên cứu khảo cổ hiện đại bây giờ cho thấy bể chứa được Monomachos sửa chữa ở thế kỷ 11.
Nhà chép sử biên niên William xứ Týros tường thuật việc làm lại nhà thờ này ở giữa thế kỷ thứ 12. Quân Thập tự chinh nghiên cứu khu phế tích phía đông của nơi này, đôi khi đào bới qua đống đổ nát, và trong khi cố gắng đào tìm bể chứa nước, họ đã phát hiện ra một phần mức nền nguyên thủy bao quanh ngôi đền của Hadrian; họ đã quyết định biến nơi này thành một nhà nguyện cung hiến cho Helena (Nhà nguyện Thánh nữ Helena), mở rộng đường hầm khai quật ban đầu của họ thành một cầu thang thích hợp. Quân Thập tự chinh bắt đầu tái trang bị nhà thờ theo kiểu kiến trúc Roman và thêm vào một tháp chuông. Những công trình xây dựng lại này đã hợp nhất các nhà nguyện nhỏ ở đây thành một tổng thể và đã được hoàn thành dưới thời trị vì của Nữ hoàng Melisende trong năm 1149, lần đầu tiên đặt tất cả các nơi Thánh nằm chung dưới một mái nhà. Nhà thờ này trở thành trụ sở của Latin Patriarchs thứ nhất, và cũng là trụ sở của scriptorium (phòng viết các bản sao)của vương quốc Jerusalem. 
Nhà thờ, cùng với phần còn lại của thành phố Jerusalem, đã bị rơi vào tay Saladin năm 1187, mặc dù hiệp ước thành lập sau cuộc thập tự chinh thứ ba cho phép các người hành hương Kitô giáo được tới nhà thờ này. Hoàng đế Friedrich II của đế quốc La Mã Thần Thánh chiếm lại thành phố và nhà thờ theo một hiệp ước trong thế kỷ 13, trong khi bản thân ông đang bị vạ tuyệt thông, dẫn đến kết quả kỳ cục là ngôi nhà thờ linh thiêng nhất của Kitô giáo được đặt dưới quyền của một tín hữu bị Giáo hội cấm chỉ tham gia nghi lễ phụng vụ. Năm 1244, cả thành phố Jerusalem và nhà thờ này bị Khwarezm chiếm.

### Các thời sau này

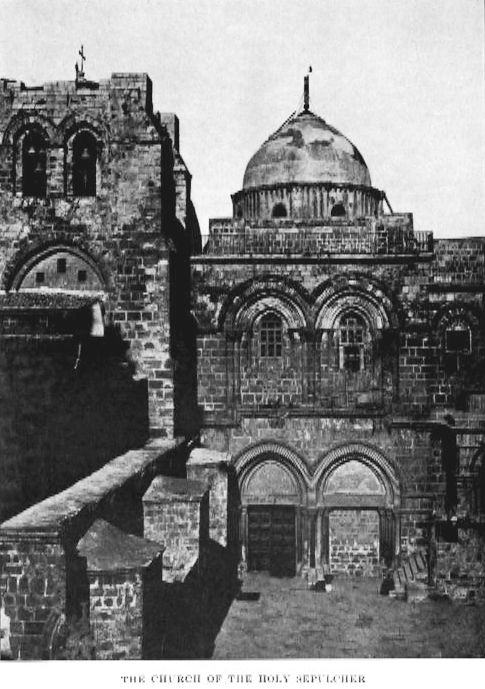
Nhà thờ Mộ Thánh (1885). Ngoại trừ vài công trình phục chế, vẻ bề ngoài chủ yếu của nó không thay đổi từ năm 1854. Chiếc thang nhỏ bên dưới cửa sổ của nóc mái vẫn còn nhìn thấy trong các tấm hình chụp mới đây; chiếc thang này vẫn được giữ nguyên trong cùng một vị trí kể từ năm 1854 do bất đồng ý kiến để dời nó đi.

Các tu sĩ dòng Phanxicô trùng tu thêm vào năm 1555, vì nó đã bị bỏ bê mặc dù số lượng khách hành hương tăng lên. Các tu sĩ dòng Phanxicô xây lại Aedicule (căn phòng nhỏ), mở rộng cấu trúc để dựng lên một tiền phòng (ante-chamber). Sau cuộc trùng tu năm 1555, quyền kiểm soát nhà thờ thay đổi giữa các tu sĩ dòng Phanxicô và Chính Thống giáo, tùy thuộc bên nào có thể kiếm được firman (sắc lệnh nhà vua) thuận lợi từ Sublime Porte. vào một thời điểm cụ thể, thường là thông qua hối lộ hoàn toàn, và những cuộc va chạm dữ dội không phải là hiếm. Không có thỏa thuận về vấn đề này, mặc dù đã được nói đến tại các cuộc đàm phán Hiệp ước Karlowitz năm 1699. Năm 1767, mệt mỏi vì cãi nhau, "Sublime Porte" đã ban hành một "firman" phân chia nhà thờ cho các bên tranh chấp.
Năm 1808, một cuộc hỏa hoạn lại làm hư hại nhà thờ lần nữa, khiến cho mái vòm của Rotunda sụp đổ và phá tan phần trang trí bên ngoài của Edicule. Rotunda và phần bên ngoài của Edicule được xây dựng lại trong năm 1809-1810 bởi kiến trúc sư Komminos of Mytilene theo phong cách kiến trúc Baroque thịnh hành thời đó. Đám cháy không lan vào bên trong Aedicule, và phần trang trí bằng đá cẩm thạch của Mộ được khôi phục lại từ năm 1555, mặc dù nội thất của tiền phòng, bây giờ được gọi là "nhà nguyện thiên thần", đã được xây dựng lại một phần theo mặt bằng hình vuông, thay cho phần cuối dạng bán cầu ở phía tây trước đó.
Một firman (sắc lệnh) khác năm 1853 của sultan củng cố sự phân chia nhà thờ hiện tại giữa các cộng đồng (Chính Thống giáo và Công giáo) và thiết lập một nguyên trạng cho các sắp xếp để "tồn tại mãi mãi", gây ra những bất đồng ý kiến về việc bảo trì và thậm chí các thay đổi nhỏ, bao gồm cả bất đồng về việc loại bỏ một cái thang ở bên ngoài ban-công cuối nhà thờ dưới một cửa sổ; cái thang này vẫn ở nguyên một vị trí kể từ đó đến nay.

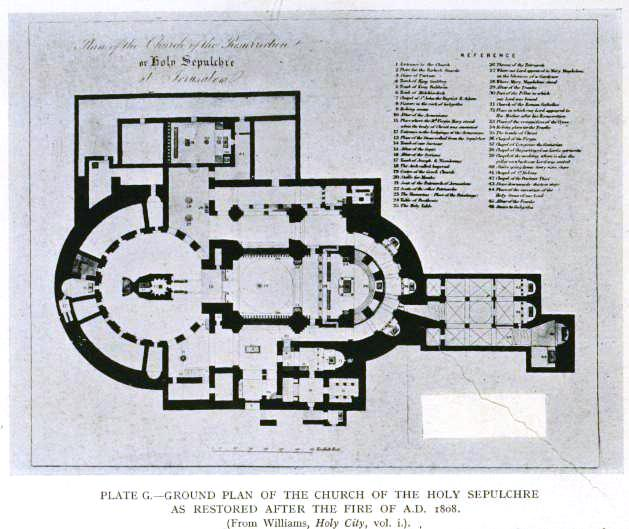
Nhà thờ, sau cuộc trùng tu năm 1808

Tấm ốp đá cẩm thạch màu đỏ mà Komminos dùng cho Aedicule đã xuống cấp nặng và bị lìa khỏi cấu trúc cơ bản. Từ năm 1947 "chính quyền Anh ủy trị Palestine" (chính quyền Anh cai trị Palestine theo ủy nhiệm của Liên Hợp Quốc) đã cho đặt một khung sắt ốp bên ngoài để giữ tấm đá cẩm thạch nói trên khỏi bị hư hại. Cho tới nay vẫn không có thỏa thuận nào (giữa các bên) về việc tu bổ sửa chữa tấm ốp nói trên.
Vòm nóc nhà thờ hiện nay được xây từ năm 1870, đã được tu bổ trong thời gian từ năm 1994-1997, như là một phần của những việc trùng tu mở rộng hiện đại Nhà thờ Mộ Thánh, được tiến hành từ năm 1959. Trong thời gian từ năm 1973 tới 1978 các công trình phục hồi và khai quật bên trong tòa nhà và dưới khu phố Muristan gần đó, đã xác định được rằng nơi này nguyên là một mỏ đá, mà từ đó "meleke" trắng, đá vôi đã được khai thác. Về phía đông của Nhà nguyện Thánh Helena, những người khai quật đã phát hiện một ô trống có chứa một bản vẽ tàu thủy La Mã ở thế kỷ thứ 2 sau Công Nguyên, 2 bức tường thấp chống đỡ nền của ngôi đền từ thế kỷ thứ hai của thời Hadrian, và một bức tường cao hơn ở thế kỷ thứ 4 được xây dựng để chống đỡ Vương cung thánh đường của Constantine. Gần đây nhà chức trách Giáo hội Chính thống Armenia đã cải tạo nơi khảo cổ này thành "nhà nguyện Thánh Vartan", và làm một lối đi bộ nhân tạo trên mỏ đá ở phía bắc của nhà nguyện, để có thể đi vào nhà nguyện này từ "nhà nguyện Thánh Helena (nếu được phép).
Đã có vài tranh cãi trong năm 2010, khi Hội đồng thành phố Jerusalem đe dọa cúp nước dẫn vào nhà thờ do tranh cãi về các hóa đơn tiền nước.

## Việc bố trí bên trong nhà thờ hiện nay

### Sơ đồ mặt bằng về các bố tri bên trong nhà thờ
Phòng nhỏ (chứa Mộ Thánh) 
 Catholicon
 Rotunda (Phòng tròn lớn trên có mái vòm)
 Phiến đá xức dầu
 Nhà nguyện jacobite
 Mộ ông Giuse Arimathie
 Nhà nguyện Chính thống giáo copte
 Gian cung thánh latin
 Bàn thờ thánh Maria Madalena

 Nhà nguyện dòng Phanxicô kính việc Chúa sống lại hiện ra với Đức Mẹ

 Nhà người Hồi giáo gác cửa nhà thờ 
 Lối vào nhà thờ (cánh ngang phía nam)
 Nhà nguyện dòng Phanxicô kính 7 sự đau khổ Đức Mẹ
 Nhà nguyện Công giao kính việc đóng đinh Chúa 
 Nhà nguyện Chính thống giáo Hy Lạp ở đồi Canvê 
 Bàn thờ trên đồi Canvê
 Bàn thờ Stabat Mater
 Bàn thờ nơi Chúa bị đóng đinh 

 Gian cung thánh Chính thống giáo Hy Lạp
 Vòm Đức Mẹ Marria

 Nhà nguyện nơi Chúa bị nhốt
 Nhà nguyện Chính thống giáo Hy Lạp kính thánh Longinus 

 Nhà nguyện Chính thống giáo Armenia về việc lính Do Thái chia áo Chúa Giêsu
 Nhà nguyện nơi Chúa bị sỉ nhục
 Nhà nguyện thánh Helena

 Nhà nguyện nơi phát hiện Thánh giá thật 

 Nhà nguyện thánh Vardan

 Mỏ khai thác đá thời xưa
Lối vào nhà thờ là thông qua một cửa duy nhất ở cánh ngang phía nam nhà thờ. Lối đi hẹp này để vào một tòa nhà lớn như vậy đã tỏ ra có những lúc rất nguy hiểm. Ví dụ, khi một đám cháy xảy ra vào năm 1840, hàng chục người hành hương đã bị dẫm đạp đến chết. Năm 1999, các cộng đồng (Chính Thống giáo và Công giáo) đã đồng ý làm một cửa thoát hiểm mới ở nhà thờ, nhưng cho tới nay cũng chưa thấy nói cửa đó đã được làm hay chưa.

### Đồi Can Vê (Golgotha)

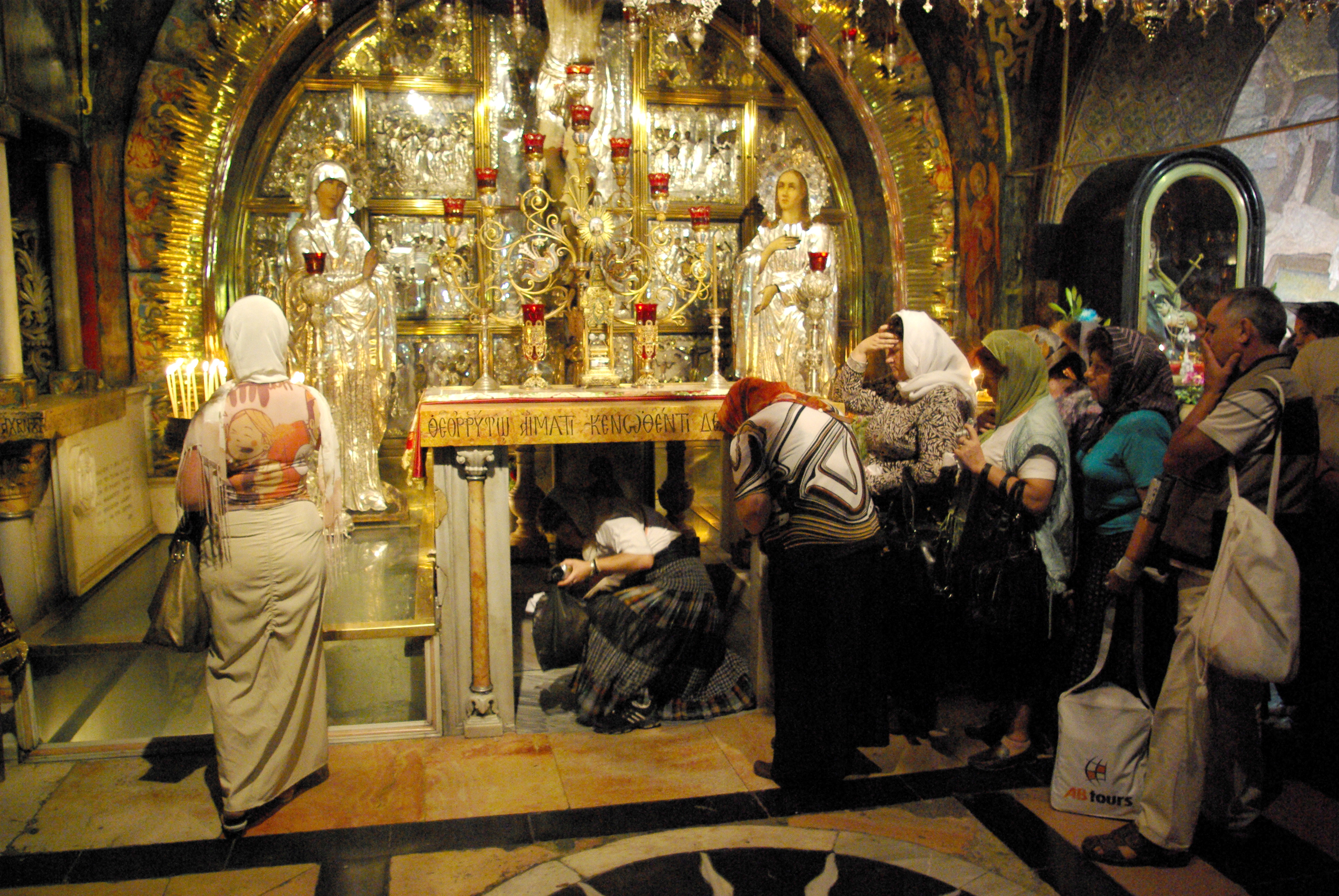
Bàn thờ Thánh Giá. Theo truyền thuyết, đây là nơi chúa Giêsu bị đóng đinh.

Phiến đá đồi Calvary nhìn dưới lớp kính.

Ở phía nam của bàn thờ, qua hành lang nhỏ (một lối đi chung quanh phía cuối gian cung Thánh của nhà thờ) là một cầu thang lên đồi Can-vê (Golgotha), theo truyền thuyết là nơi đóng đinh chúa Giêsu và là nơi được trang trí nhiều nhất của nhà thờ. Bàn thờ chính ở đây thuộc về Chính Thống giáo Hy Lạp, trong đó có Đá đồi Can-vê (chặng đàng Thánh giá thứ 12). Đá này có thể nhìn thấy dưới lớp kính trên cả hai phía của bàn thờ, bên dưới bàn thờ có một lỗ được cho là chỗ để dựng thập giá lên. Bên Công giáo (dòng Phanxicô) có một bàn thờ ở bên cạnh: Nhà nguyện (tưởng niệm việc) Đóng đinh vào thập giá (chặng đường Thánh giá thứ 11). Phía bên trái bàn thờ này, về hướng nhà nguyện của Chính Thống giáo, có một tượng đức Mẹ Maria, được tin là làm những phép lạ (chặng đường Thánh giá thứ 13, nơi xác chúa Giêsu được tháo khỏi thập giá đem xuống trao cho gia đình).
Bên dưới đồi Can-vê và 2 nhà nguyện ở đó, trên sàn chính, là Nhà nguyện của Adam. Theo truyền thuyết, Chúa Giêsu bị đóng đinh trên nơi mà hộp sọ Adam được chôn cất. Đá của đồi Can-vê được nhìn thấy bị nứt thông qua một cửa sổ trên bức tường bàn thờ, vết nứt theo truyền thuyết được cho là gây ra bởi trận động đất xảy ra khi Chúa Giêsu gục chết trên thập giá, và được các học giả nói là do kết quả của việc khai thác đá ở một chỗ nứt tự nhiên trong đá.

### Tấm đá xức dầu

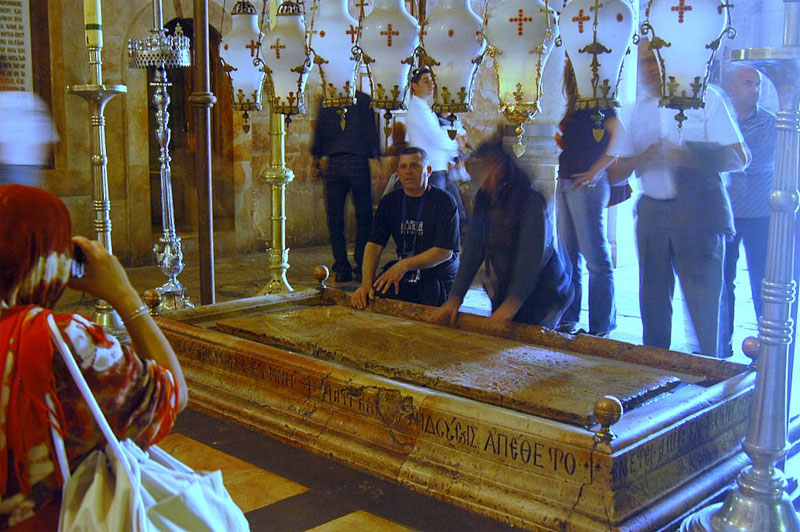
Tấm đá Xức Dầu.

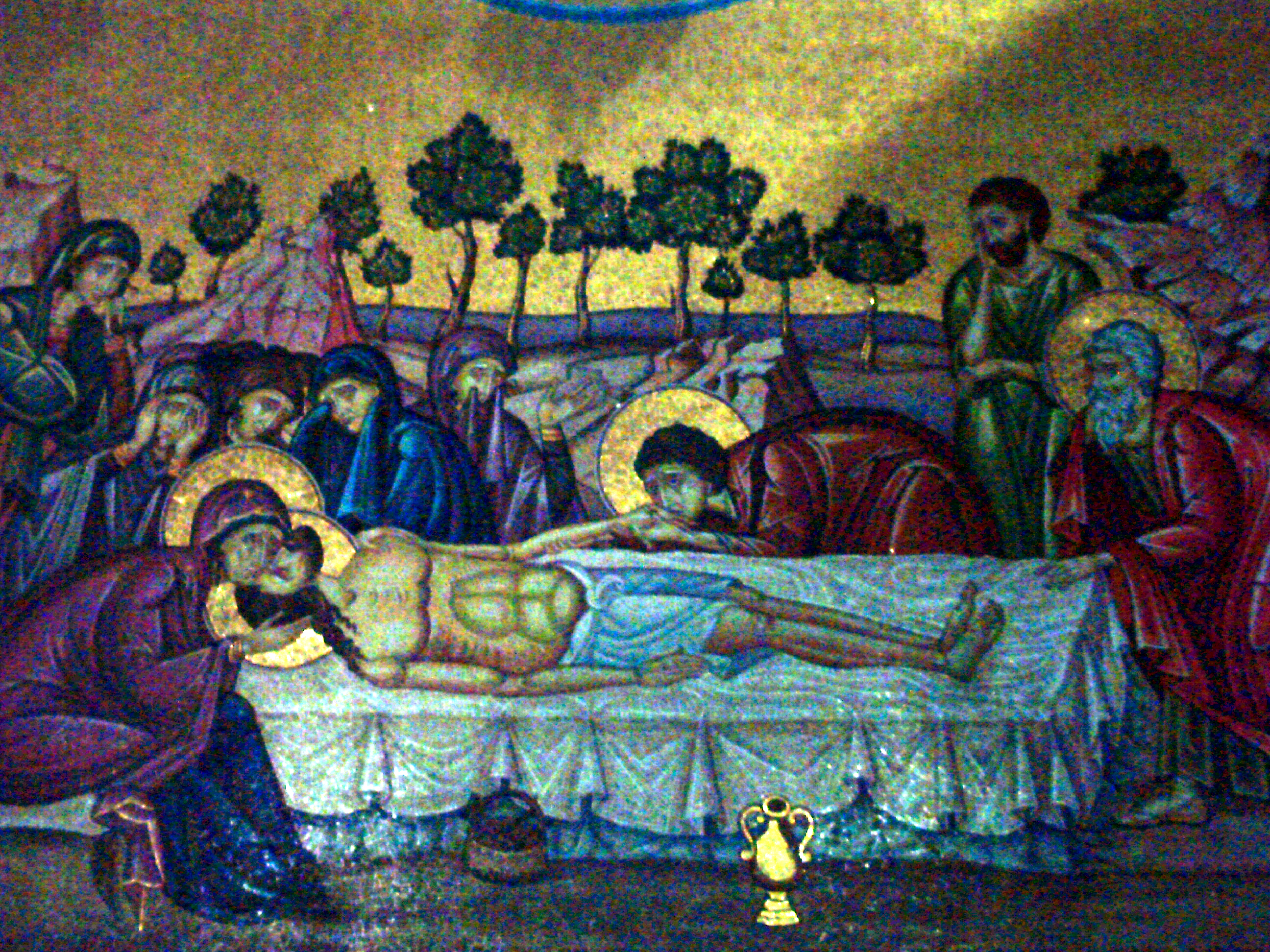
Bức tranh chúa Kitô sau khi chết, đối diện với Tấm đá Xức Dầu

Ngay bên trong lối vào là Tấm đá xức dầu (The Stone of Anointing), mà truyền thuyết cho là nơi Joseph of Arimathea đã đặt xác chúa Giêsu lên để xức dầu chuẩn bị chôn. Tuy nhiên, truyền thuyết này chỉ được chứng thực từ thời Thập tự chinh, và tấm đá hiện nay chỉ được thêm vào trong lần tái thiết năm 1810.

### Rotunda và Aedicule
Rotunda (Phòng lớn hình tròn) nằm ở giữa nhà thờ, bên dưới vòm lớn hơn trong 2 vòm của nhà thờ. Ở giữa Rotunda là nhà nguyện được gọi là Edicule (ngăn phòng nhỏ), trong đó có Mộ Thánh. Edicule có hai phòng: phòng đầu tiên có tấm đá của Thiên thần, một mảnh của phiến đá được cho là đã niêm phong ngôi mộ sau khi chôn cất Chúa Giêsu; còn phòng thứ hai chứa chính ngôi mộ.

#### Nguyên trạng ở Rotunda
Dưới biện pháp nguyên trạng (status quo) giáo hội Chính Thống giáo Đông phương, Giáo hội Công giáo Rôma và Giáo hội tông đồ Armenia đều có quyền ở bên trong Mộ Thánh, và cả ba cộng đồng giáo hội trên đều cử hành phụng vụ hoặc lễ misa hàng ngày ở đây. Rotunda cũng được dùng cho những lễ nghi khác trong những dịp đặc biệt, chẳng hạn như lễ Holy Fire (Lửa thiêng) trong ngày Thứ bẩy tuần Thánh do Thượng phụ Chính thống giáo Hy Lạp của Jerusalem cử hành. Ở phía sau, trong một nhà nguyện xây dựng bằng lưới sắt mắt cáo trên nền đá hình bán nguyệt, có một bàn thờ do giáo hội Chính Thống giáo Coptic sử dụng.

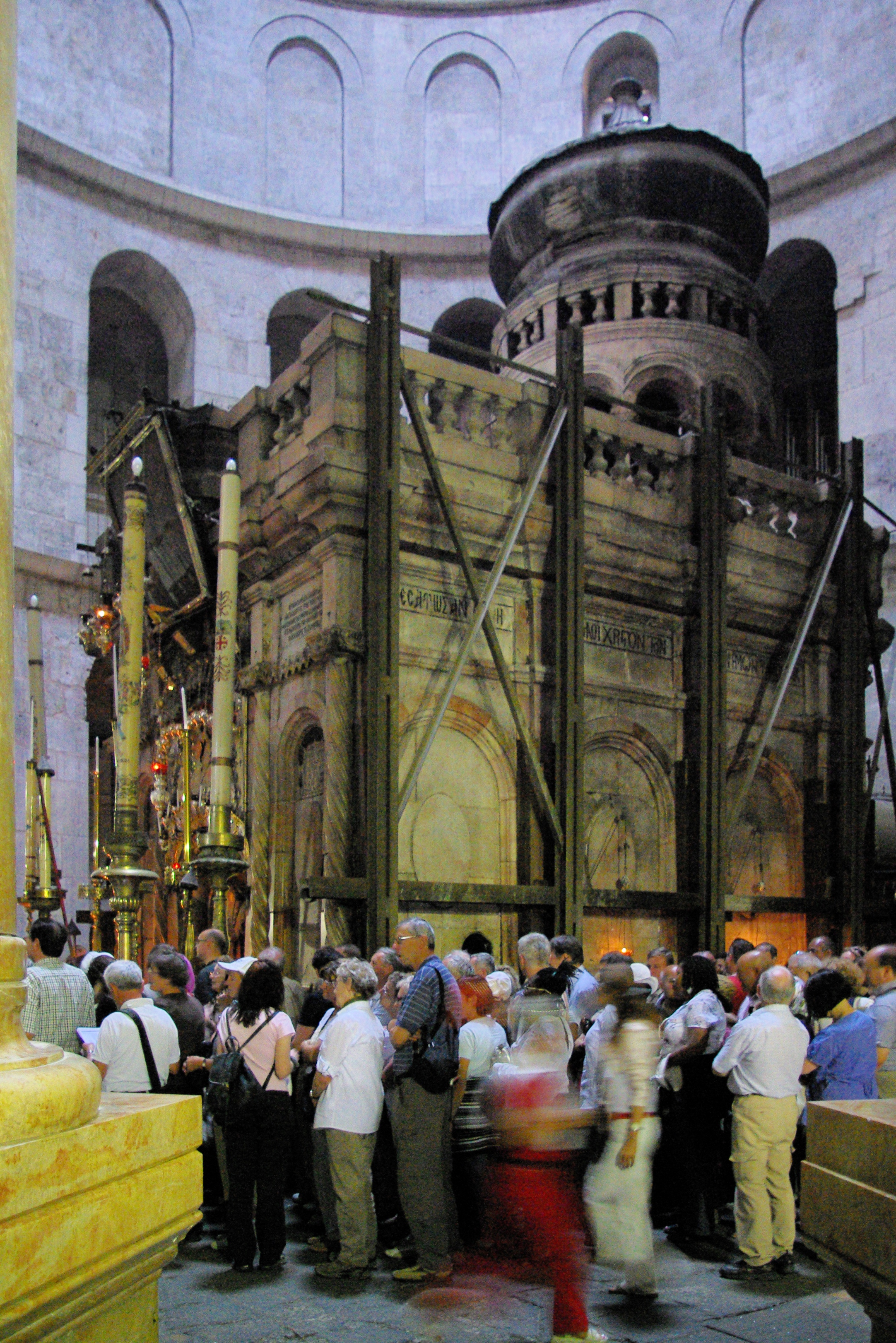
Phòng nhỏ trong phòng tròn lớn, trong có Mộ Chúa
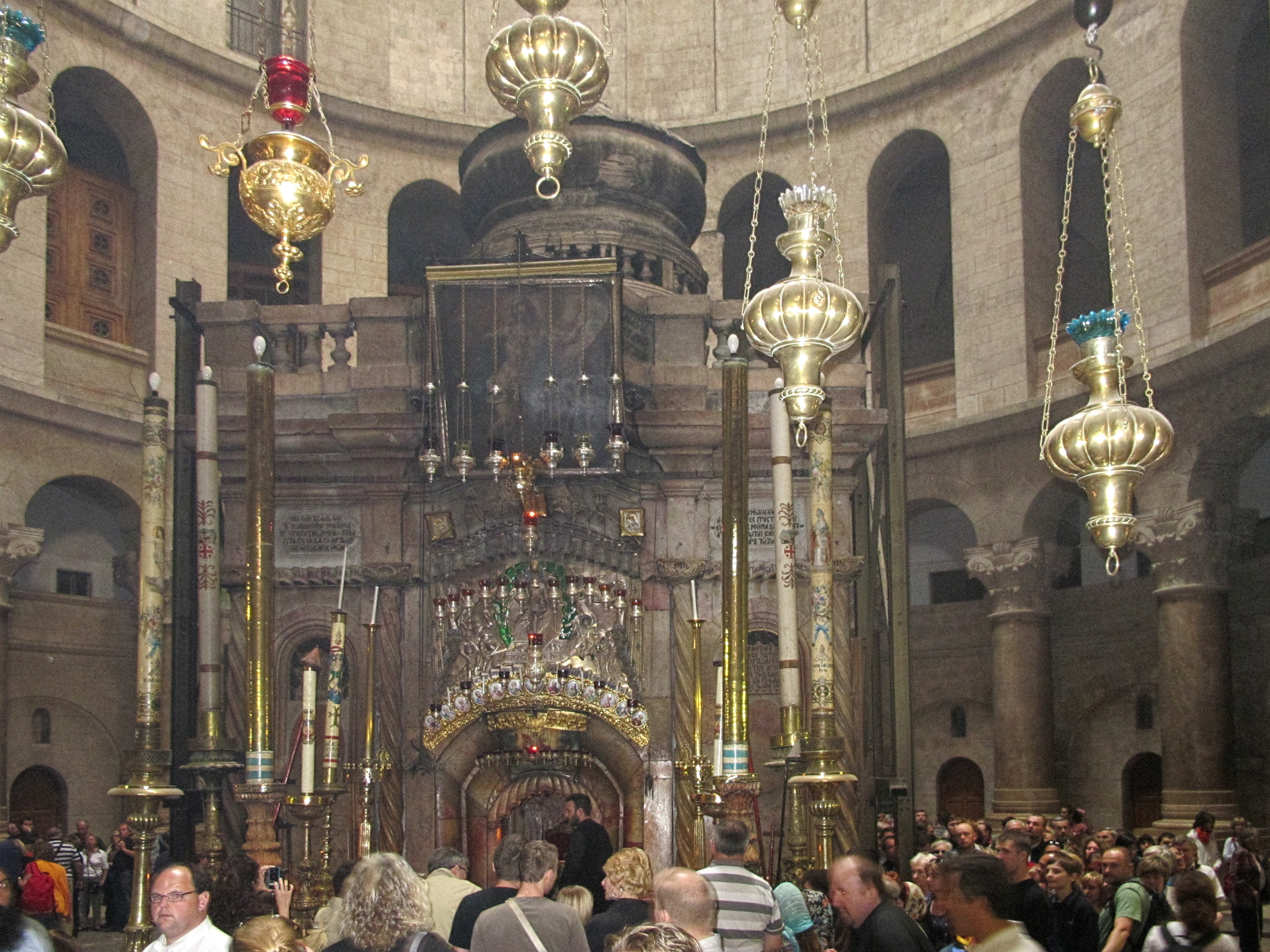
Mộ Chúa
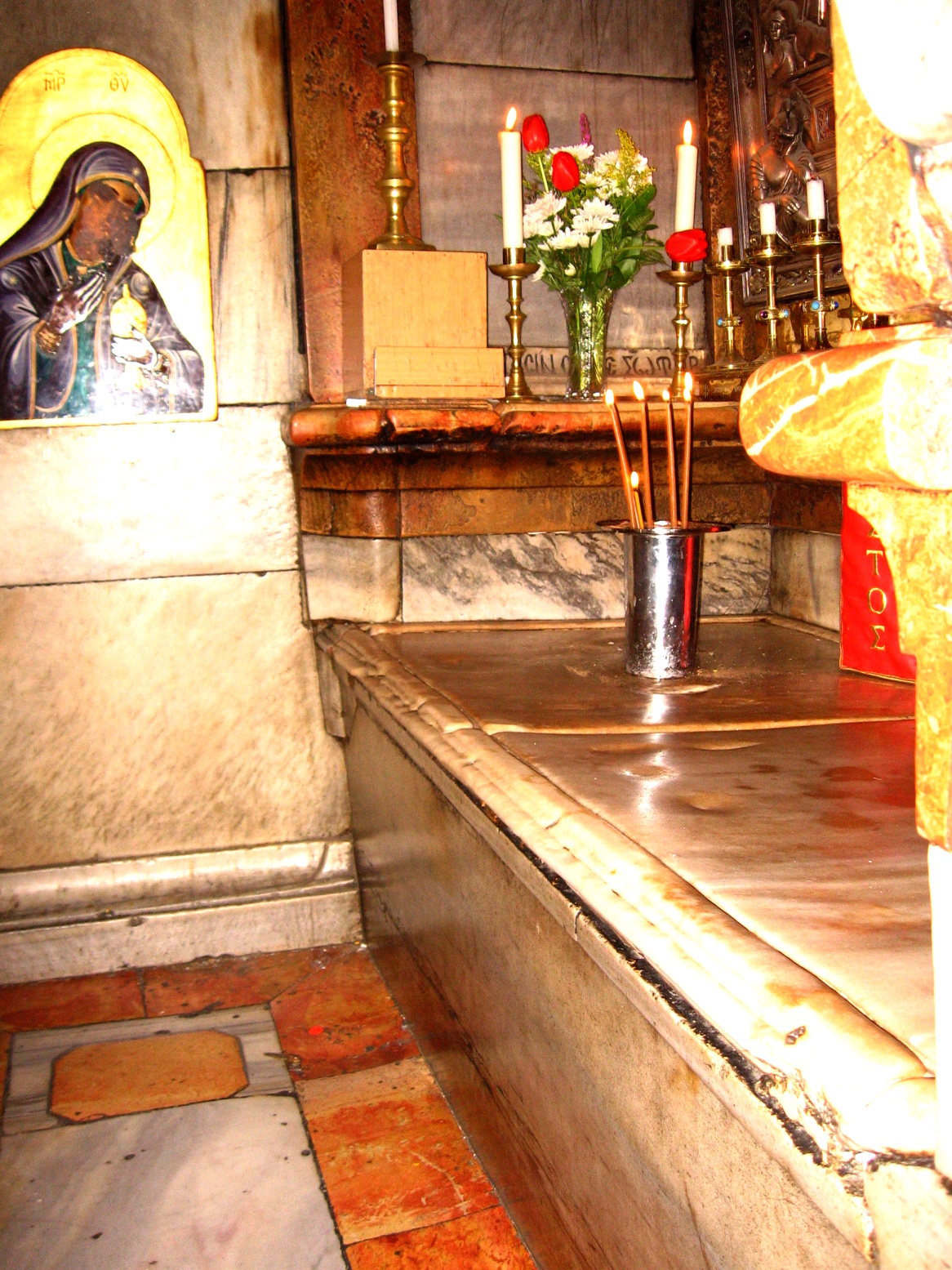
Gian trong cùng ở phòng nhỏ, bọc bằng đá cẩm thạch thời Trung cổ
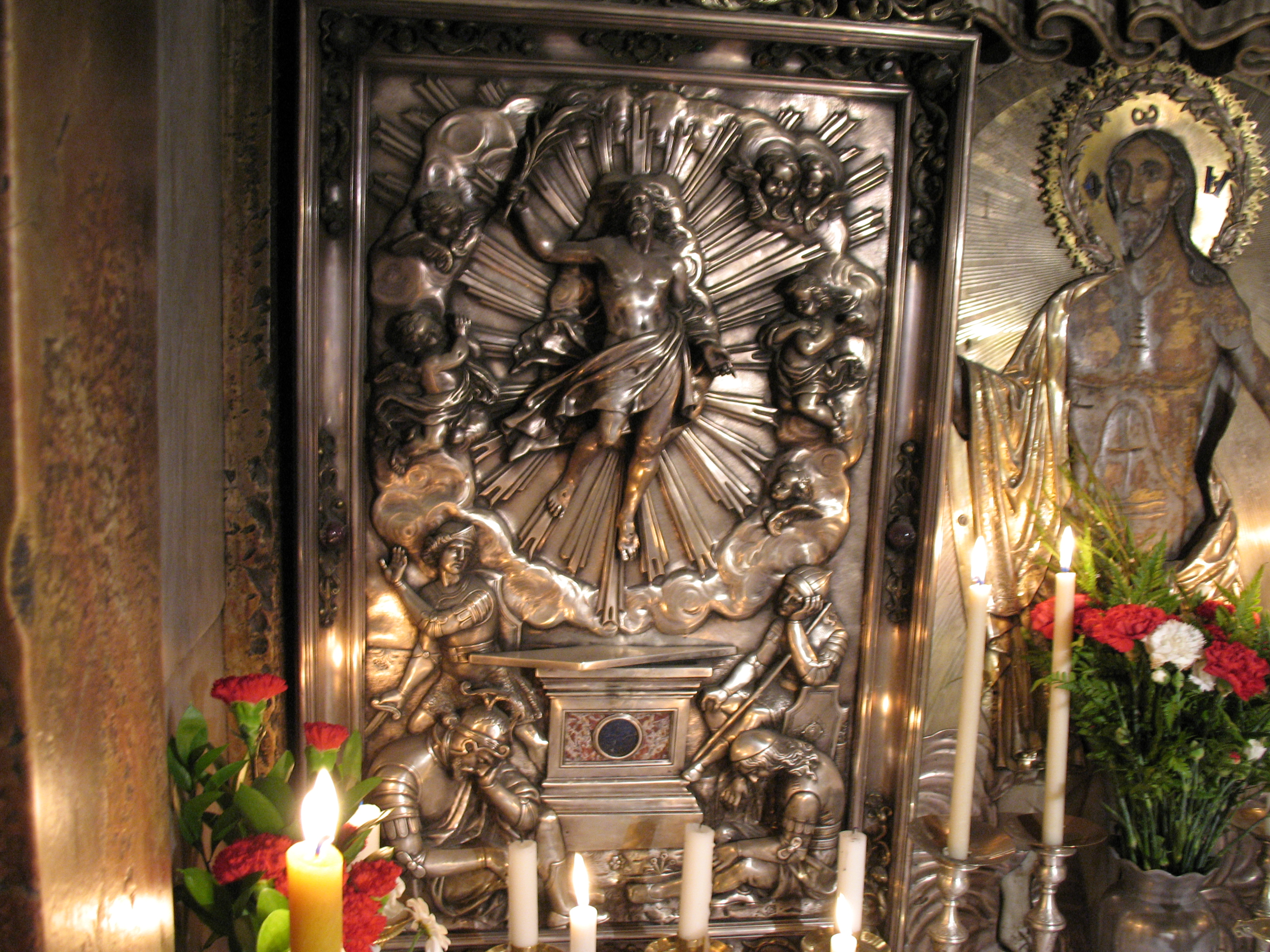
Ảnh Chúa sống lại trong phòng Mộ Thánh

Ngoài ra phía sau của Rotunda là một nhà nguyện rất thô kệch, có lối vào một phòng đục trong đá, mà từ đó một vài mộ kokhim tỏa ra. Mặc dù nơi này được phát hiện tương đối gần đây, và không xác định được là cái gì, nhưng nhiều Kitô hữu tin rằng đó là ngôi mộ của Joseph xứ Arimathea trong đó Giáo hội Chính Thống Syria cử hành Phụng vụ của họ vào ngày chủ nhật. Bên phải của ngôi mộ về phía đông nam của Rotunda là nhà nguyện (Chúa Giêsu) hiện ra, được dành riêng cho giáo hội Công giáo Rôma.

### Nhà thờ chính của tu viện Chính Thống giáo (Catholicon) và lối đi
- The Catholicon (nhà thờ chính của tu viện Chính Thống giáo) - Ở phía đông đối diện với Rotunda là một kiến trúc của Thập tự quân chứa bàn thờ chính của Nhà thờ, ngày nay là nhà thờ chính của tu viện Chính Thống giáo (catholicon). Mái vòm thứ nhì, nhỏ hơn nằm ngay trên trung tâm điểm giao nhau giữa cánh dọc và cánh ngang nhà thờ ở gian cung Thánh nơi đặt một omphalos (tượng đá hình cái rốn của người) từng được cho là trung tâm thế giới (kết hợp với nơi đóng đinh chúa Giêsu cùng thập giá và nơi Chúa phục sinh). Phía đông của omphalos là một iconostasis[34] lớn ngăn cách hậu điện linh thiêng của Chính Thống giáo, trước ngai của thượng phụ Chính Thống giáo Hy Lạp ở Jerusalem ở phía nam đối diện với ngai của thượng phụ Chính Thống giáo Hy Lạp ở thành Antioch ở phía bắc.

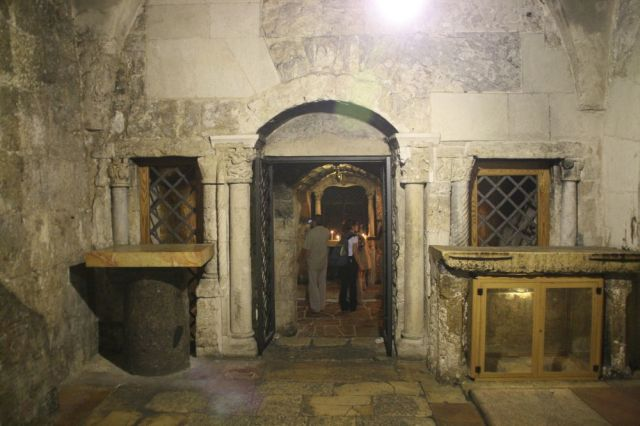
Gian "Tù Thánh", hoặc nơi giam chúa Kitô

- Nơi giam chúa Kitô - Ở phía đông của nhà thờ là Nơi giam chúa Kitô, được các tu sĩ dòng Phanxicô cho là nơi giam giữ chúa Giêsu. Chính Thống giáo Hy Lạp cho rằng nơi giam chúa Giêsu thực sự là ở bên trong Monastery of the Praetorium (Tu viện Dinh Pháp quan) của họ, ở gần nhà thờ mang tên Nhà thờ Ecce Homo[35], ở chặng thứ nhất trên Via Dolorosa[36]. Giáo hội Chính Thống Armenia coi một chỗ hốc tường trong Monastery of the Flagellation (tu viện Chúa Giêsu bị đánh đòn), gần chặng thứ hai trên "Đường đau khổ", là Nơi giam chúa Kitô. Một bể chứa nước trong số các phế tích gần Church of St. Peter in Gallicantu[37] cũng được coi là Nơi giam chúa Kitô.

Xa hơn về phía đông ở hành lang có che chắn là 3 nhà nguyện (từ nam lên bắc):
- Greek Chapel of St. Longinus - Nhà nguyện Chính Thống giáo Hy Lạp, cung hiến cho Thánh Longinus, một binh sĩ La Mã mà theo Tân Ước đã đâm ngọn dáo mác vào cạnh sườn chúa Giêsu khi bị đóng đinh trên thập giá.
- Armenian Chapel of Division of Robes -
- Greek Chapel of the Derision – nhà nguyện tưởng niệm việc chúa Giêsu bị người Do Thái nhạo báng ở cực nam của hành lang có che chắn.

### Khu phức hợp thuộc Giáo hội Chính thống Armenia

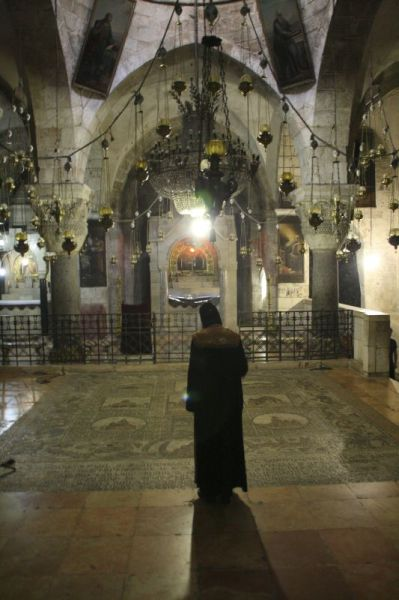
nhà nguyện Thánh nữ Helena

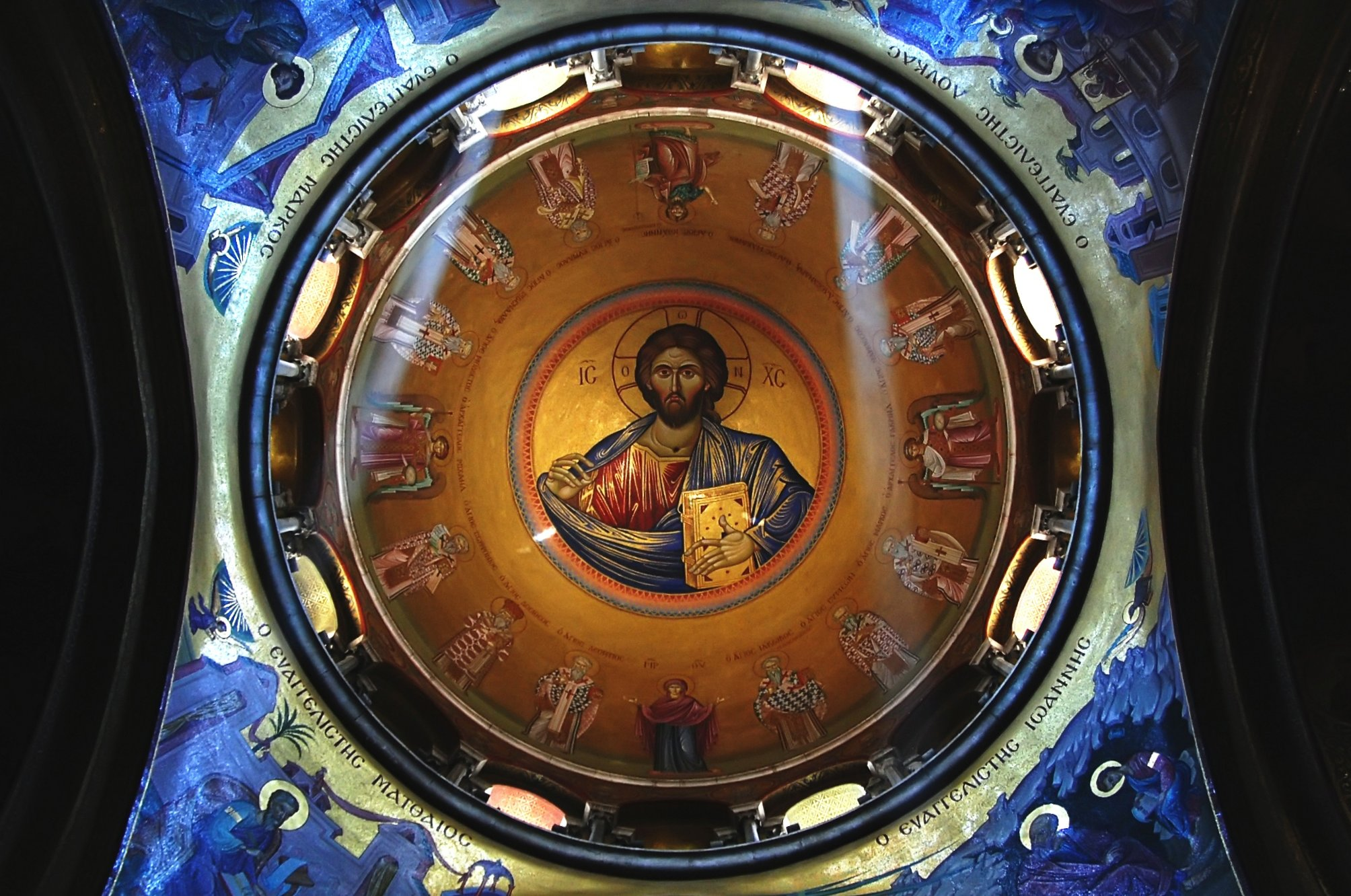
Tranh khảm "Christ Pantokrator" (chúa Kitô toàn năng) trên vòm Nhà thờ Mộ Thánh

- Nhà nguyện Thánh nữ Helena - giữa 2 nhà nguyện đầu tiên có cầu thang đi xuống nhà nguyện Thánh nữ Helena, thuộc giáo hội Chính Thống Armenia.
- Nhà nguyện Thánh Vartan - ở phía bắc của nhà nguyện Thánh nữ Helena là một cửa sắt rèn trang trí lộng lẫy, bên ngoài là một bệ nhân tạo để nhìn Quarry (Mỏ Đá), và dẫn tới Nhà nguyện Thánh Vartan. Nhà nguyên này chứa các di vật khảo cổ từ đền thờ của Hadrian và Vương cung Thánh đường của Constantine. Các khu vực này thường đóng cửa.
- Nhà nguyện phát hiện Thánh giá thật - một cầu thang khác 22 bậc từ Nhà nguyện Thánh nữ Helena dẫn xuống Nhà nguyện phát hiện Thánh giá thật của Công giáo Rôma, được tin là nơi mà Thánh giá thật được tìm thấy.

### Phía bắc Aedicule
- Nhà nguyện Maria Magdalena – Nhà nguyện này ở nơi mà Maria Magdalena gặp lại chúa Giêsu sau khi Ngài sống lại.
- Nhà thờ dòng Phanxicô -

### Phía nam Aedicule
Ba nhà nguyện Thánh James người Công chính, Thánh Gioan Tẩy giả và Forty Martyrs of Sebaste (40 vị tử đạo ở Sebaste, nay là Sivas ở Thổ Nhĩ Kỳ),của Chính Thống giáo Hy Lạp, ở phía nam Rotunda và phía tây sân trước ban đầu tạo thành khu liên hợp "nhà rửa tội" (baptistery) của giáo hội Constantinean, nhà nguyện ở cực nam là tiền sảnh, nhà nguyện ở giữa là "nhà rửa tội" thực sự, còn nhà nguyện phía bắc là một phòng trong đó vị thượng phụ xức dầu cho người mới được rửa tội trước khi dẫn họ vào Rotunda ở phía bắc của khu liên hợp này.

### Mái nhà thờ
Người ta có thể lên mái nhà thờ từ sân nhỏ bên trong của Tòa thượng phụ Chính Thống giáo Hy Lạp ở Jerusalem.

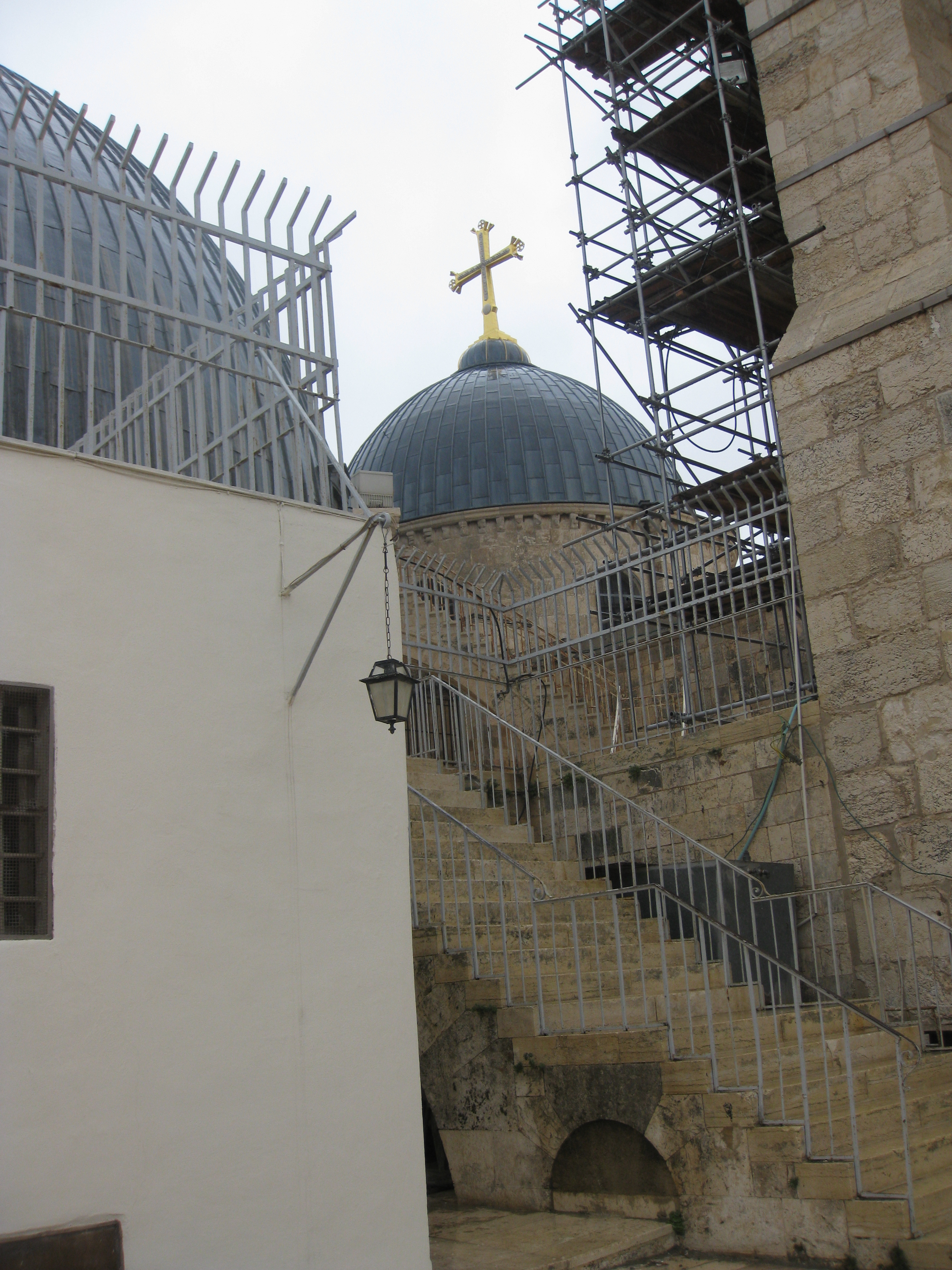
Mái nhà thờ
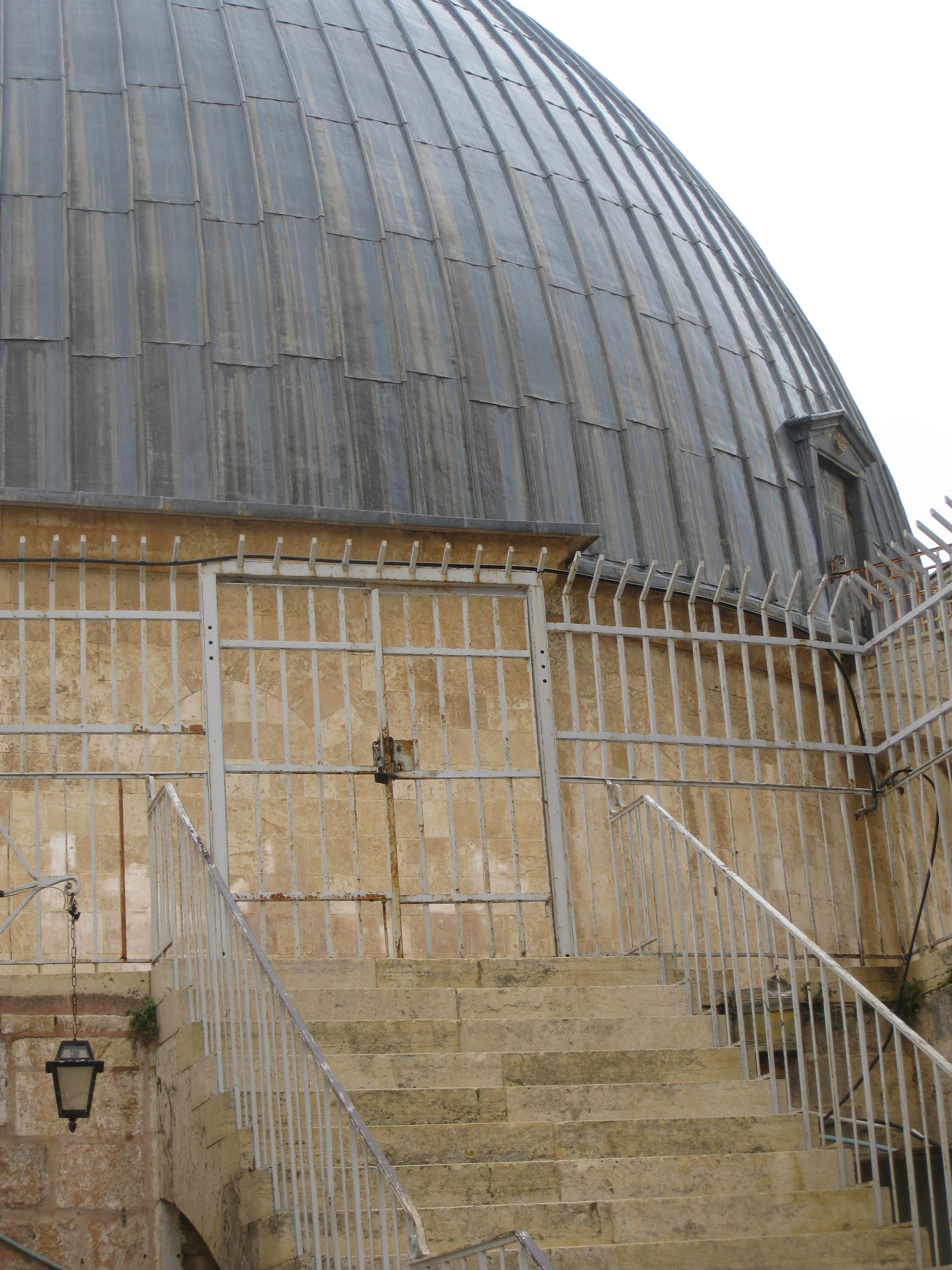

## Nguyên trạng

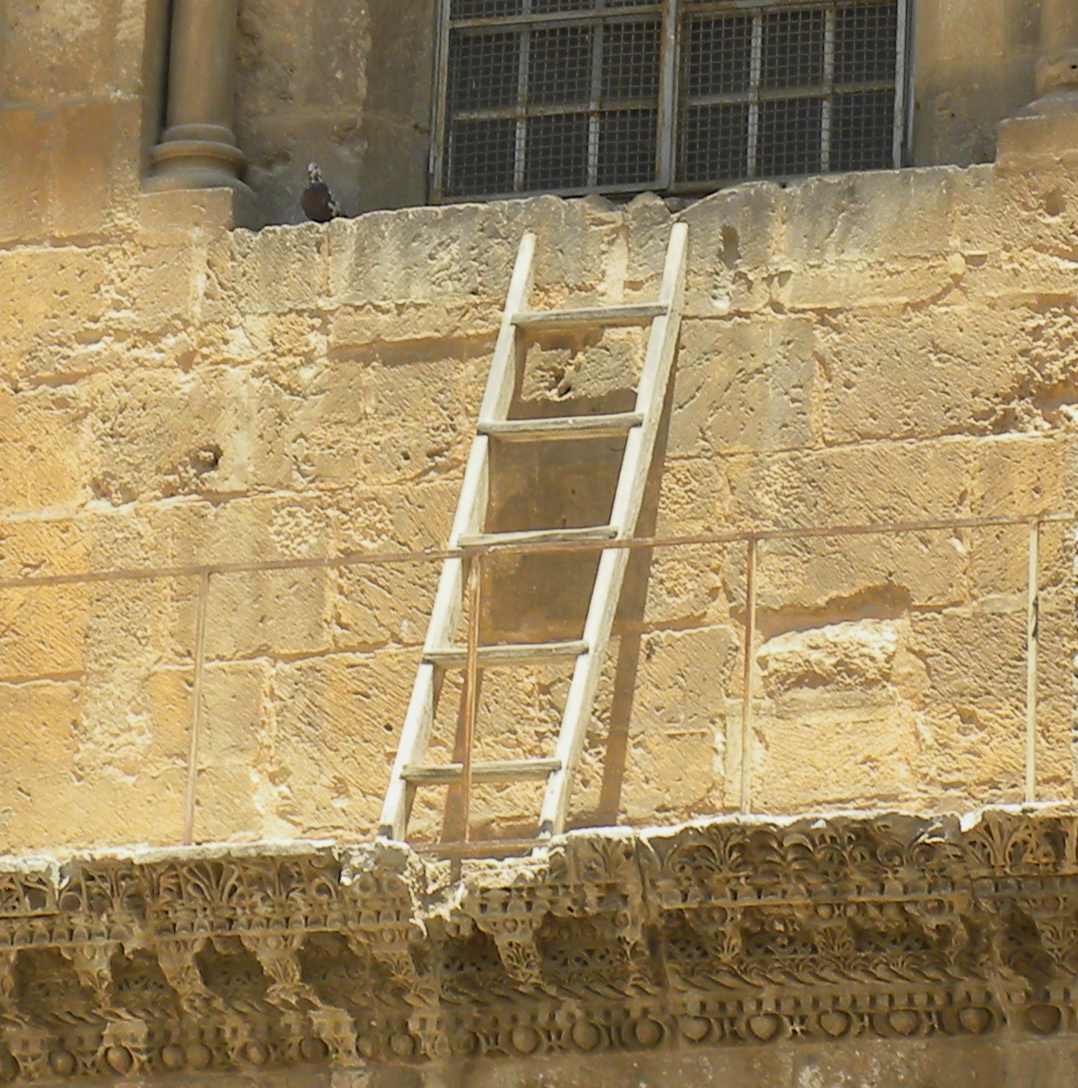
Chiếc thang bất di bất dịch ở lan can phía trên lối chính vào nhà thờ, ảnh chụp năm 2005

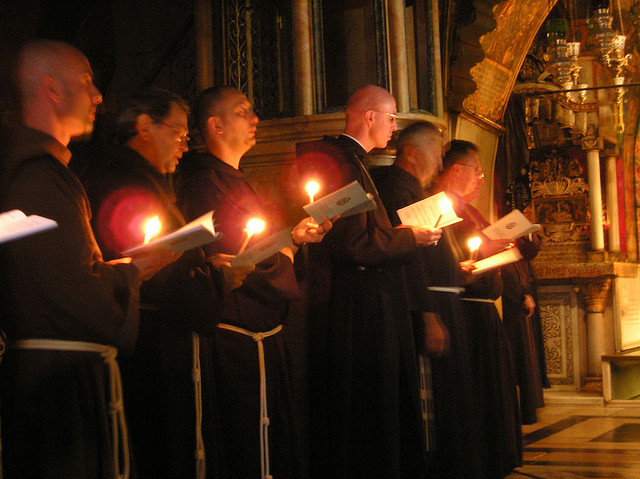
Các tu sĩ dòng Phanxicô trong cuộc rước ở đồi Canvê, năm 2006

Những cộng đồng tôn giáo chính trông nom nhà thờ này là Chính Thống giáo Đông phương, Chính Thống giáo Armenia và Giáo hội Công giáo Rôma, trong đó Chính Thống giáo Đông phương có phần lớn nhất. Trong thế kỷ 19, Giáo hội Chính thống Coptic, Giáo hội Chính thống Ethiopia và Giáo hội Chính thống Syria cũng được tham gia với trách nhiệm ít hơn, trong đó có các nơi Thánh thiêng cùng những cấu trúc bên trong và chung quanh nhà thờ này. Thời gian và các nơi thờ phượng dành cho mỗi cộng đồng được điều chỉnh chặt chẽ ở các khu vực chung.
Việc thiết lập "nguyên trạng" năm 1853 cũng không làm ngưng được bạo hành, vẫn thường tiếp tục xảy ra, ngay cả trong thời hiện đại. Trong một ngày mùa hè nóng bức năm 2002, một tu sĩ giáo hội Chính Thống Coptic đã di chuyển chiếc ghế của mình từ vị trí đã thỏa thuận vào trong bóng râm. Việc này được các tu sĩ Chính Thống giáo Ethiopian coi như thái độ thù địch, dẫn tới đánh lộn khiến 11 người phải nhập viện.
Trong một vụ va chạm khác vào năm 2004 trong khi giáo hội Chính Thống giáo đang cử hành "Lễ suy tôn Thánh giá" thì một cửa ở nhà nguyện của dòng Phanxicô (Công giáo) vẫn mở. Điều này được bên Chính Thống giáo coi như không tôn trọng họ, nên đã nổ ra vụ ẩu đả khiến vài người bị bắt, nhưng không ai bị thương nặng.
Ngày Chúa nhật Lễ Lá, trong tháng 4 năm 2008, một cuộc cãi lộn đã nổ ra khi một tu sĩ Hy Lạp bị một phe đối lập tống ra khỏi tòa nhà. Cảnh sát đã được gọi tới nhưng cũng bị những người hăng máu đang cãi lộn tấn công luôn. Một cuộc va chạm giữa các tu sĩ Armenia và Hy Lạp cũng đã nổ ra trong ngày chúa nhật 9.11.2008, trong khi cử hành Lễ kính Thánh Giá.
Theo thỏa thuận nguyên trạng (status quo), không phần chung nào của nhà thờ được bố trí lại nếu không có sự đồng thuận của tất cả các cộng đồng tôn giáo nói trên. Điều này thường dẫn tới tình trạng bỏ bê không sửa chữa kịp thời các hư hại khi các cộng đồng nói trên không thỏa hiệp được với nhau. Điển hình là tình trạng chậm trễ trong việc tu sửa edicule (gian phòng nhỏ chứa mộ Chúa), khiến cho nhu cầu sửa chữa nơi này hiện nay trở nên cấp thiết.
Một ví dụ bất tiện khác về thỏa thuận giữ nguyên trạng là một chiếc thang bằng gỗ dưới cửa sổ bên ngoài lan can trên lối vào nhà thờ: một người nào đó đã đặt chiếc thang này ở đây trước năm 1852, mà theo thỏa thuận giữ nguyên trạng thì nơi đây là phần chung, nên chiếc thang vẫn nằm y nguyên ở vị trí này cho tới ngày nay, không ai được đụng vào.
Không cộng đoàn nào kiểm soát lối vào chính. Năm 1192, Saladin phân công việc kiểm soát cửa vào nhà thờ cho hai gia đình người Hồi giáo lân cận. Gia tộc Joudeh Al-Goudia được giao phó nhiệm vụ giữ các chìa khóa của nhà thờ, còn gia tộc Nusseibeh phụ trách giữ cửa. Biện pháp bố trí này còn tồn tại tới ngày nay. Gia đình Joudeh Al-Goudia nắm giữ các tài liệu của các vua Hồi giáo Ottoman cai trị Jerusalem xác định họ là gia đình duy nhất được trao phó các chìa khóa của nhà thờ.

## Sự liên quan tới đền thờ nữ thần Aphrodite

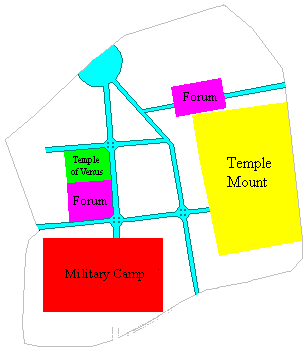
Jerusalem sau khi được Hadrian tái thiết. Hai đường chính đông-tây thay cho một đường điển hình, là do vị trí bất tiện của Núi Đền Thờ ngăn chặn tuyến đường chính đông-tây

Như đã nói trên, nơi đây đã từng là đền thờ nữ thần Aphrodite trước khi Constantine cho xây nhà thờ, một chi tiết mà truyền thuyết Kitô giáo cho là do Hadrian cố ý đặt đền thờ trên ngôi mộ của chúa Giêsu như một sự coi khinh Kitô giáo. Tuy nhiên, đền thờ của Hadrian được đặt ở vị trí này thực ra chỉ đơn thuần vì đây là nơi giao nhau của tuyến đường chính bắc nam (mà bây giờ là Suq Khan-ez-Zeit) với một trong hai đường chính đông-tây (mà bây giờ là Via Dolorosa tức Đường đau khổ hay Đường Thánh giá), và tiếp cận trực tiếp với forum (quảng trường lộ thiên, nơi dân chúng tụ họp) (mà bây giờ là vị trí của Muristan(hẹp hơn); theo truyền thống của các thành phố La Mã thì Forum được đặt ở ngã tư giao lộ giữa con đường chính nam-bắc gặp con đường chính đông tây (mà nay là El-Bazar/phố David). Cả đền thờ và Forum chiếm toàn bộ khoảng không gian của giao lộ giữa 2 đường chính đông-tây (vài di tích trên mặt đất của phần cuối đền thờ phía đông có tường bao quanh vẫn còn tồn tại ở chỗ phái bộ truyền giáo Nga lưu vong" (Russian Mission in Exile).

### Sự liên quan tới thành phố Jerusalem
Phúc âm mô tả ngôi mộ chúa Giêsu nằm ở bên ngoài bức tường thành Jerusalem cổ, vì thông thường nơi mai táng trong thời cổ được coi là nơi không sạch sẽ, do đó thường không nằm phía trong các tường thành, tuy nhiên Nhà thờ Mộ Thánh lại nằm ở khu giữa thành phố do Hadrian lập nên, tức bên trong các tường thành Jerusalem cổ, do vua Hồi giáo Suleiman the Magnificent xây năm 1538. 
Người ta cho rằng thành Jerusalem vào thời chúa Giêsu thì hẹp hơn nhiều, nên vị trí này lúc đó nằm bên ngoài các tường thành, sau đó thành phố được nới rộng dần ra kể từ khi Herod Agrippa (41–44) được lịch sử ghi nhận là đã nới rộng thành phố về hướng bắc và hướng tây. Khu vực ngay phía nam và phía đông của ngôi mộ thời xưa là mỏ khai thác đá 
Năm 2007, nhà khảo cổ Dan Bahat cho biết 6 ngôi mộ từ thế kỷ thứ nhất đã được tìm thấy trong khu vực Nhà thờ Mộ Thánh. Điều đó có nghĩa là nơi này (đã) nằm ở bên ngoài thành phố, không còn nghi ngờ gì nữa...., Việc xác định niên đại các ngôi mộ được căn cứ trên sự kiện là chúng thuộc kiểu kokh, kiểu mộ thông thường ở thế kỷ thứ nhất; tuy nhiên, kiểu mộ kokh cũng là thông thường ở đầu thế kỷ thứ 3 trước Công nguyên.
Khả năng có thể một ngôi mộ ở thế kỷ thứ nhất được đặt ở phía tây thành phố Jerusalem thật đáng ngờ, vì theo Akiba ben Joseph - vị lãnh đạo giáo sĩ Do Thái ở cuối thế kỷ thứ nhất - được trích dẫn trong sách Mishnah (sách chép luật Do Thái truyền khẩu) – thì các ngôi mộ không được đặt ở phía tây thành phố vì gió ở Jerusalem thường thổi tới từ hướng tây, và như vậy sẽ đem theo mùi ô uế của xác chết vào thành phố cùng Núi Đền Thờ.. Hồ sơ khảo cổ cho biết là những chỉ thị do Akiba ben Joseph nêu ra bên trên cho việc chọn địa điểm mai táng, được tuân thủ cách cứng nhắc; hầu như mọi ngôi mộ của Jerusalem cổ truyền đều nằm ở phía đông thành phố, trên Núi Olives, ngoại trừ vài ngôi mộ nằm cách một kilometre về phía tây, và các ngôi mộ trong Nhà thờ Mộ Thánh
Tuy nhiên, ta phải lưu ý rằng, nơi được cho là hốc tường đặt cuộn kinh Torah trong ngôi nhà dường như nguyên thủy được xây dựng dùng làm đền thờ Kitô-Do Thái giáo từ khoảng năm 70 tới năm 135 sau Công nguyên trên vị trí theo truyền thuyết là Cenacle (Nhà Tiệc Ly) hoặc phòng ở tầng trên của Last Supper (Bữa ăn cuối cùng) và nay được xác định là vị trí King David's Tomb (Mộ vua David) thì không hướng về Núi Đền Thờ, mà hướng về vị trí Ngôi Mộ Thánh, điều đó có lẽ cho thấy là cộng đồng Kitô hữu xây dựng nó đã bắt đầu chuyển nhiều truyền thống tôn giáo mà ban đầu kết hợp với Đền Thờ (Do Thái giáo) thành những nơi mà họ kết hợp với cái chết và Sự phục sinh của Giêsu (chẳng hạn như nơi an táng tổ phụ Adam và trung tâm thế giới)

## Nghi ngờ tính xác thực của địa điểm này

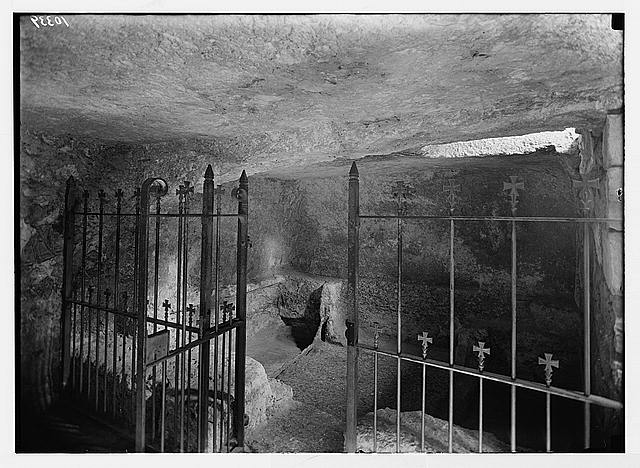
Garden Tomb

Mặc dù việc xác định Aedicule (căn phòng nhỏ) là nơi có mộ chúa Giêsu không phải là giáo lý đức tin đối với bất cứ nhóm Kitô hữu đa số nào, nhưng các Kitô hữu Chính Thống giáo và Công giáo vẫn tin chắc vào địa điểm truyền thống này. Tuy nhiên, do nhiều vấn đề về địa điểm này nẩy sinh, nên nhiều học giả đã bác bỏ tính hợp thức của nơi này. 
Chính sự kiện là bên ngoài thành phố Jerusalem vào đầu thiên niên kỷ thứ nhất Kitô giáo có nhiều nơi được gọi trong các biệt ngữ địa phương là "Golgotha" (bởi vì tất cả những nơi đó đã được sử dụng như một nơi hành quyết tội nhân) đã làm cho nhiệm vụ tìm kiếm địa điểm đích thực nơi Chúa Giêsu bị hành hình trở nên phức tạp. 
Trong khi đó, vị trí truyền thống của Golgotha bị một số nhà sử học coi như không thích hợp để dùng làm nơi hành quyết tử tội bằng cách đóng đinh vào thập giá, do cấu trúc đá nhô ra phía trước của nó.
Sau thời gian lưu trú ở Palestine trong các năm 1882–83, tướng Charles George Gordon đã tìm thấy một địa điểm ở bên ngoài các tường thành cổ mà ông ta cho là vị trí đích thực của đồi Golgotha. Mặc dù Nhà thờ Mộ Thánh có ngôi mộ chỉ cách đồi Golgotha (trong nhà thờ) vài yards (0,9144 mét), nhưng không có lý do đặc biệt nào để coi việc đặt 2 nơi gần nhau (mộ và đồi Golgotha) là cần thiết; tuy nhiên, Gordon theo nguyên tắc này, kết luận rằng địa điểm đồi Golgotha mà ông ta tìm thấy cũng phải nằm gần nơi mai táng chúa Giêsu, nên xác định một ngôi mộ gần đó – nay gọi là Garden Tomb – là nơi mai táng chúa Giêsu. Các vật sành sứ và khảo cổ tìm thấy trong khu vực này sau đó được xác định có niên đại từ thế kỷ thứ 7 trước Công nguyên, nên theo ý kiến các nhà khảo cổ thì nơi có ngôi Garden Tomb đã bị bỏ hoang từ thế kỷ thứ nhất sau CN. Về mặt Kinh Thánh thì điều này không phù hợp với 3 trình thuật Phúc âm (Matthew, Luca, và Gioan) trong đó đặc biệt nói rằng ngôi mộ của chúa Giêsu là mới và trong đó chưa có đặt xác ai. Mặc dù có những phát hiện về khảo cổ, nhưng Garden Tomb đã trở thành nơi ưa thích cho các người Tin Lành hành hương. Những nhà lãnh đạo Giáo hội Các Thánh hữu Ngày sau của Chúa Giêsu Kitô đã rất do dự trong việc xác định chính thức, dù rằng nhiều tín đồ Mormon coi Garden Tomb là địa điểm chính xác của ngôi mộ chúa Giêsu.

## Gallery hình

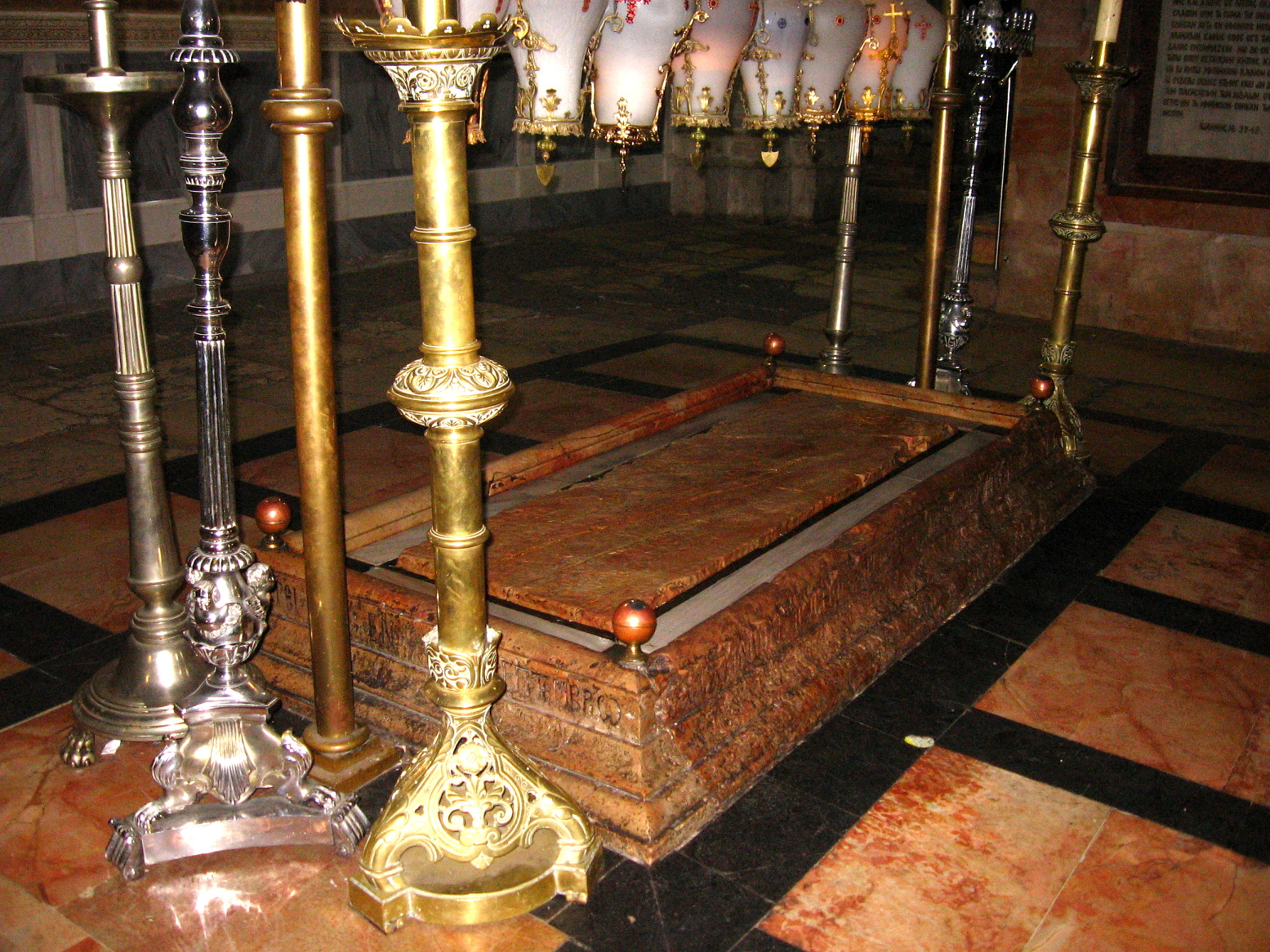
Tấm đá Xức Dầu.
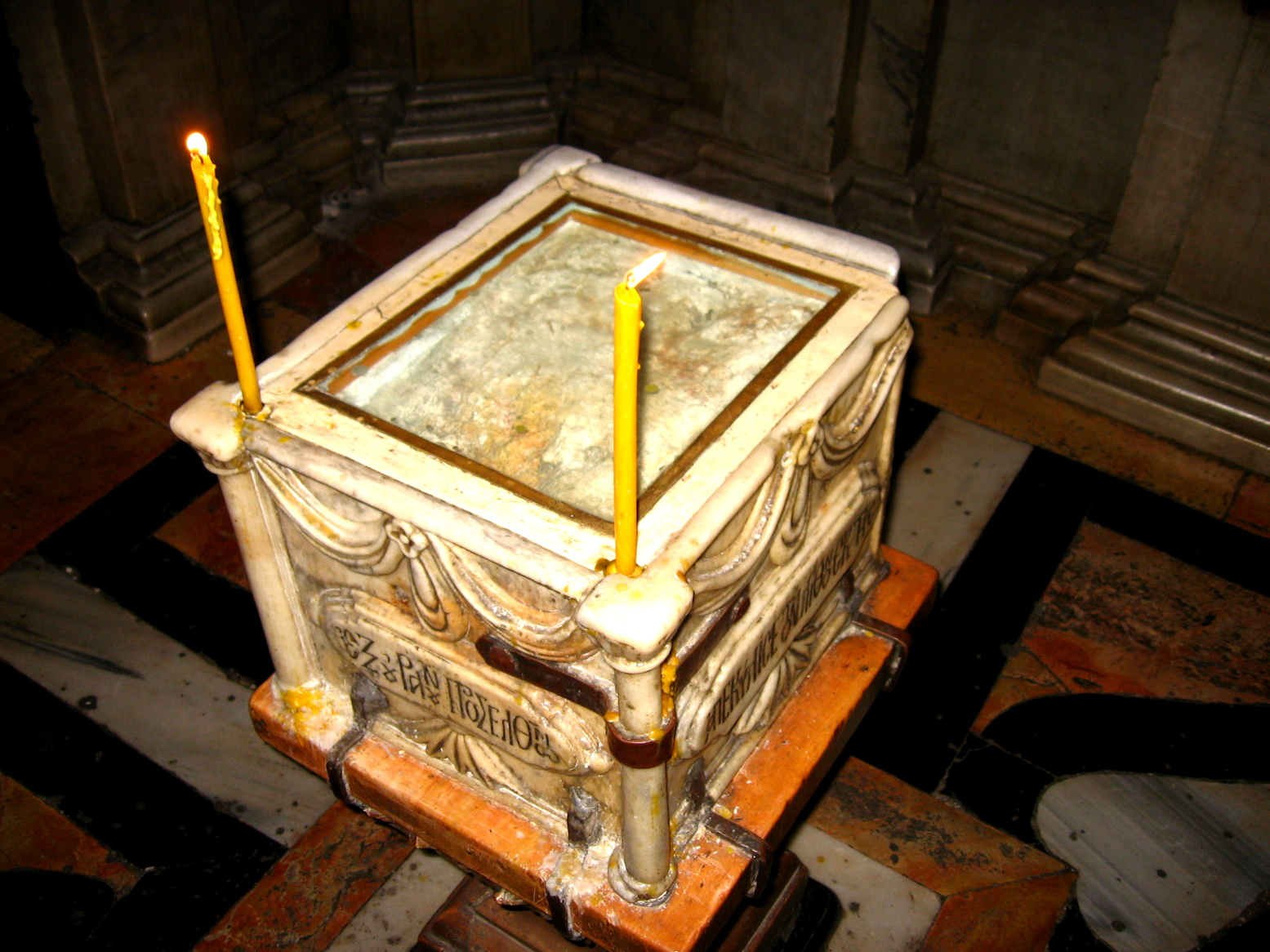
Tấm đá của Thiên Thần.
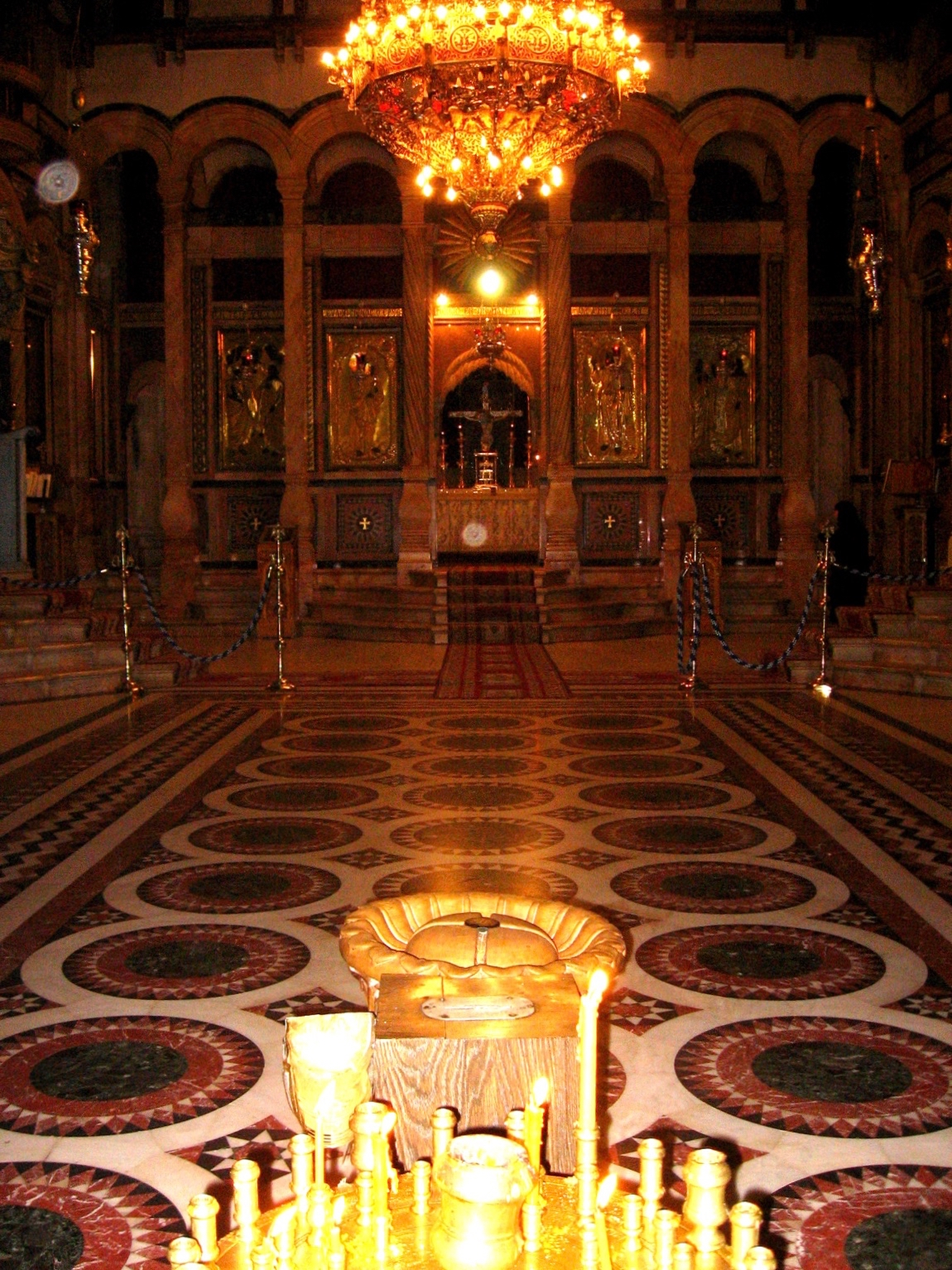
Catholicon.
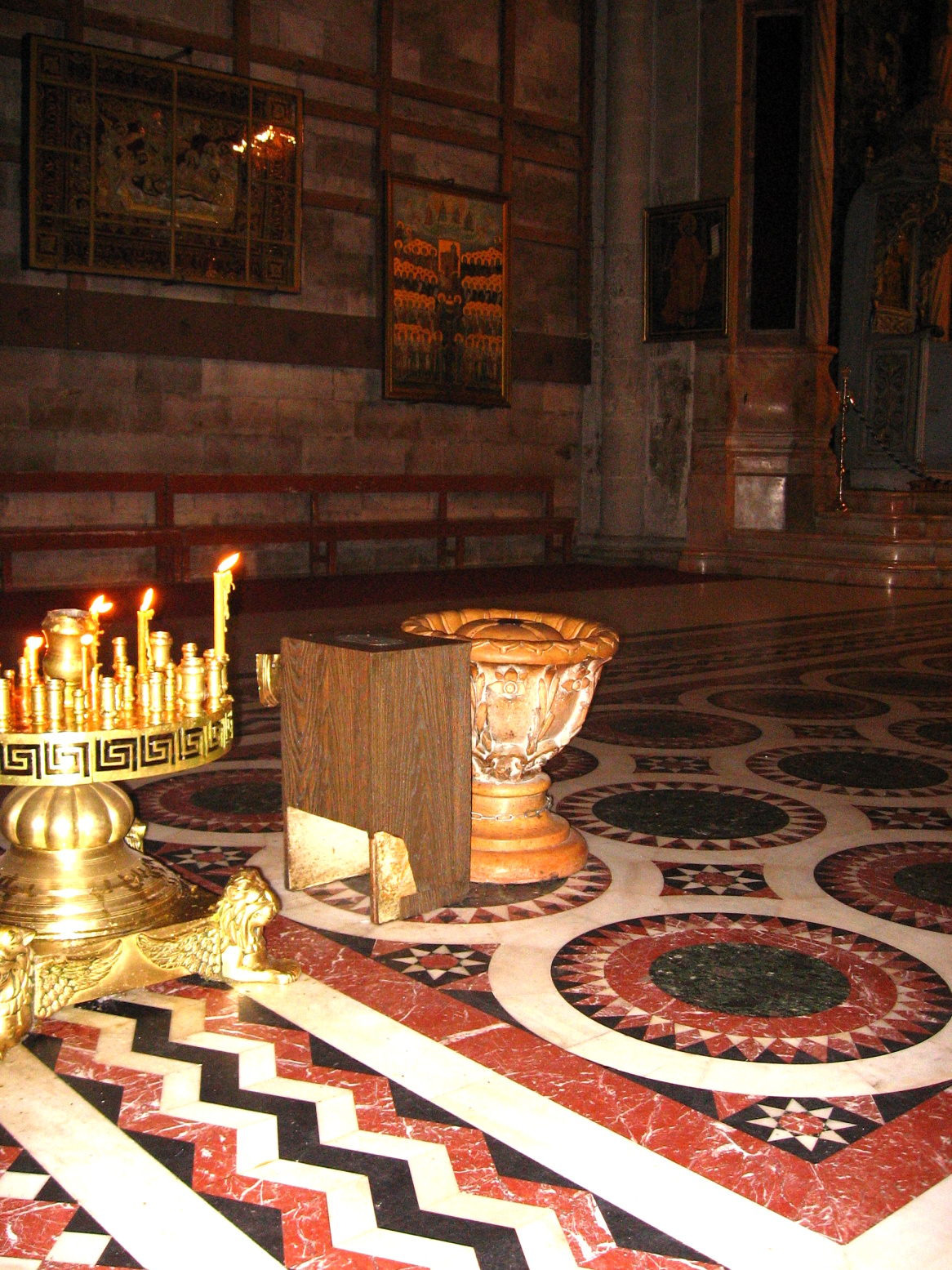
Tượng omphalos (Rốn vũ trụ) và tường phía bắc của Catholicon.
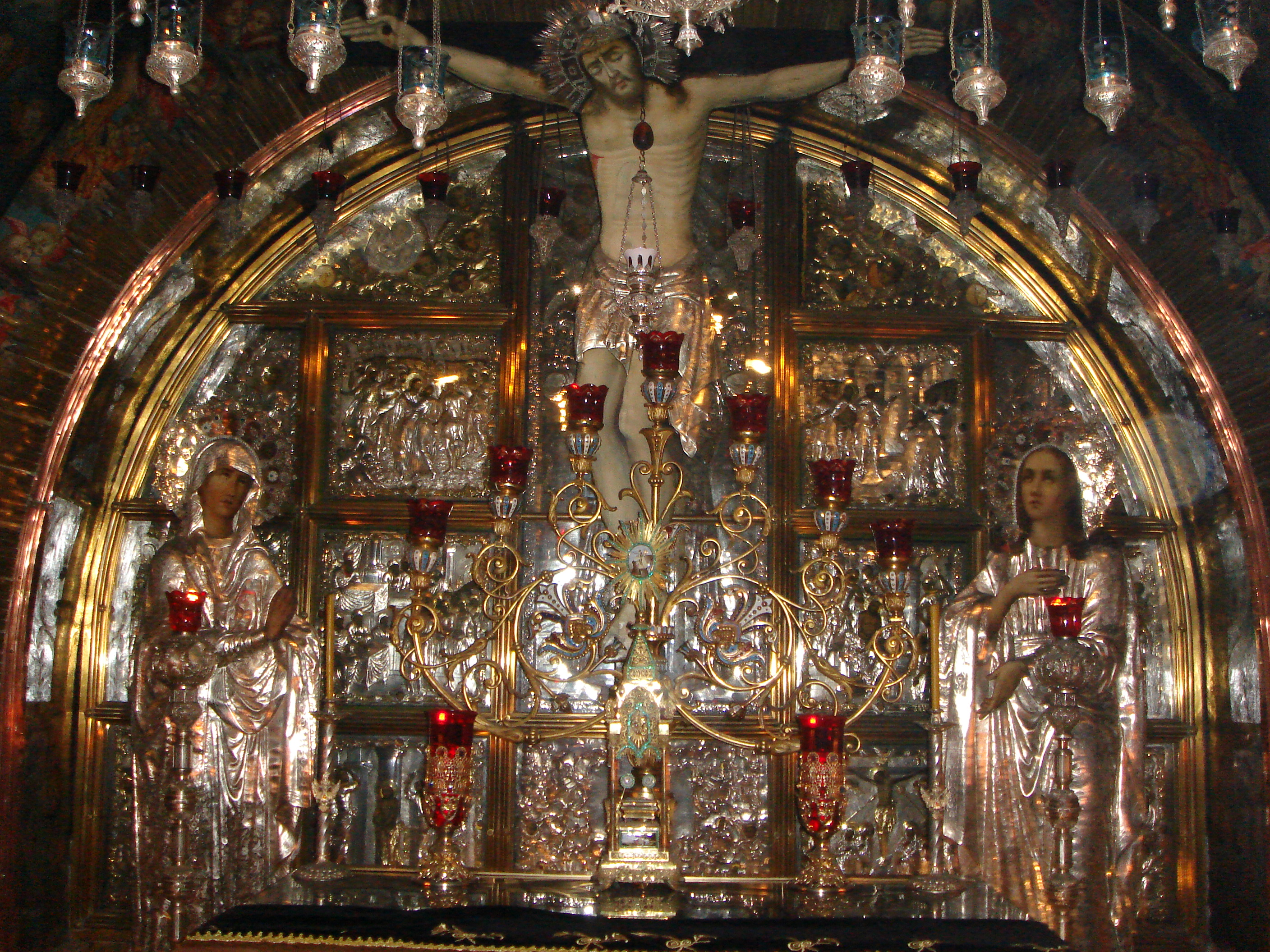
Bàn thờ Hy Lạp tại đồi Calvary.
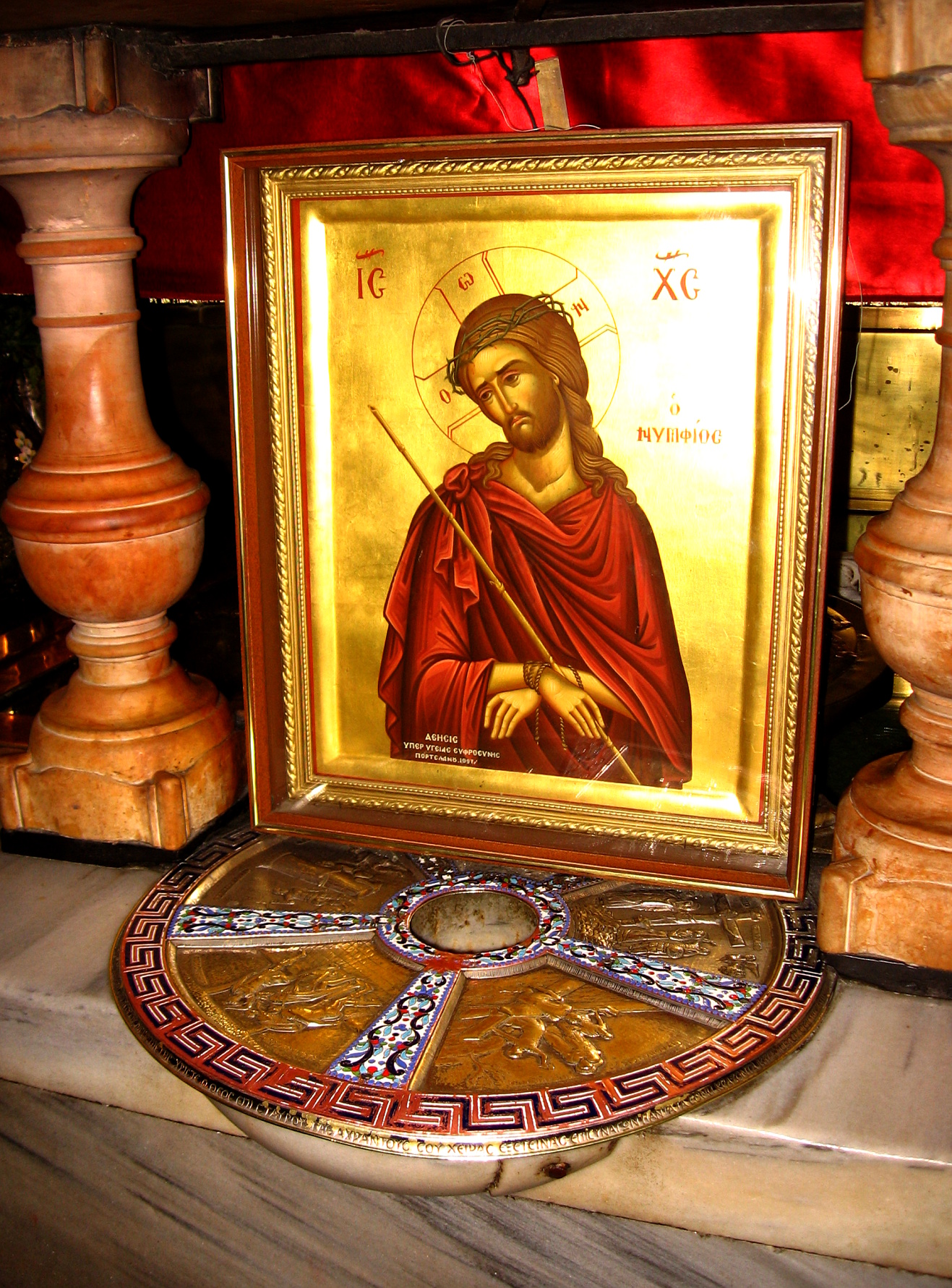
Nơi được cho là chúa Giêsu chết, nay ở dưới bàn thờ của Chính Thống giáo Đông Phương tại đồi Calvary.
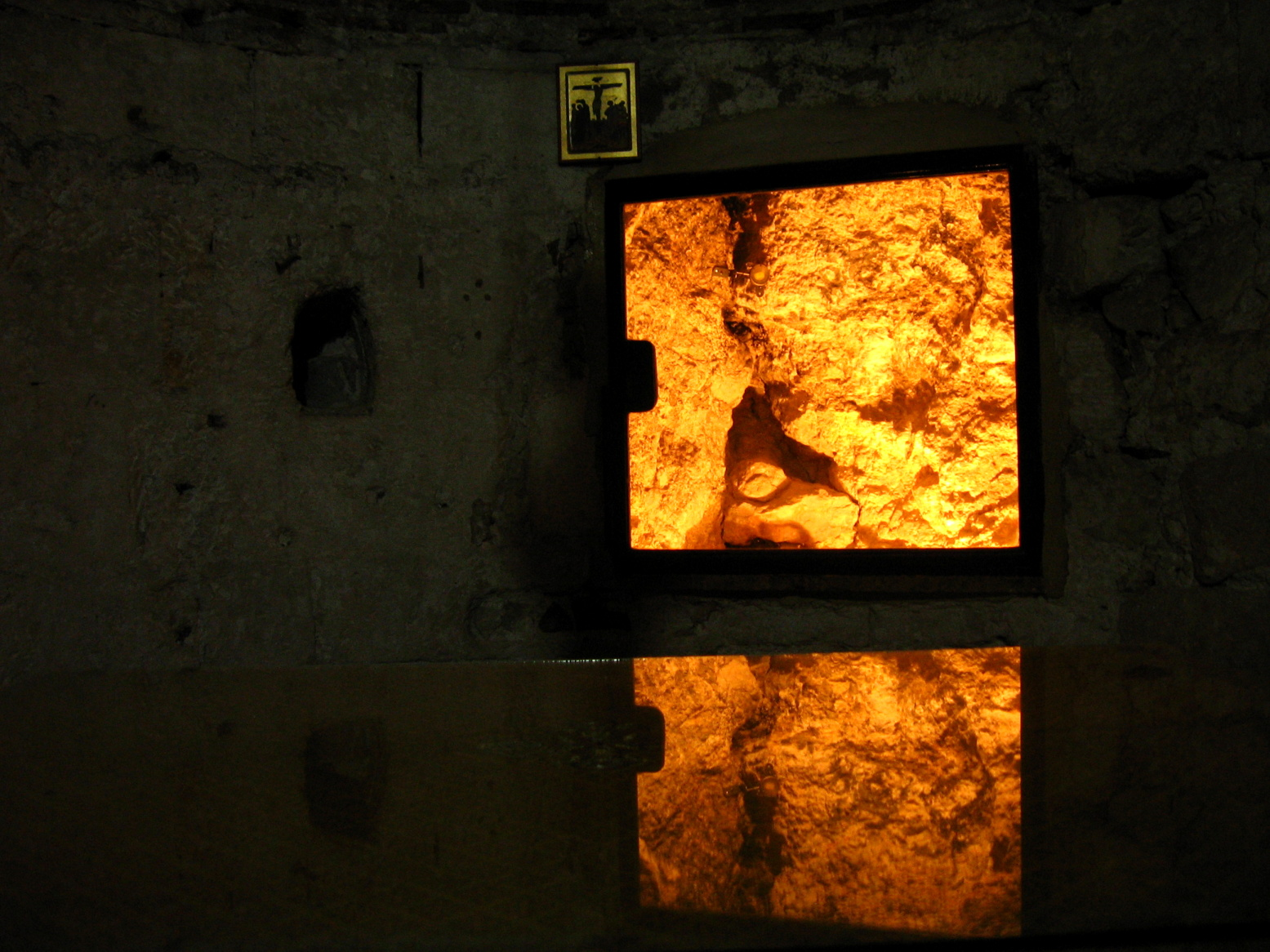
Phiến đá nứt ở đồi Golgotha, nhìn từ Nhà nguyện Adam.
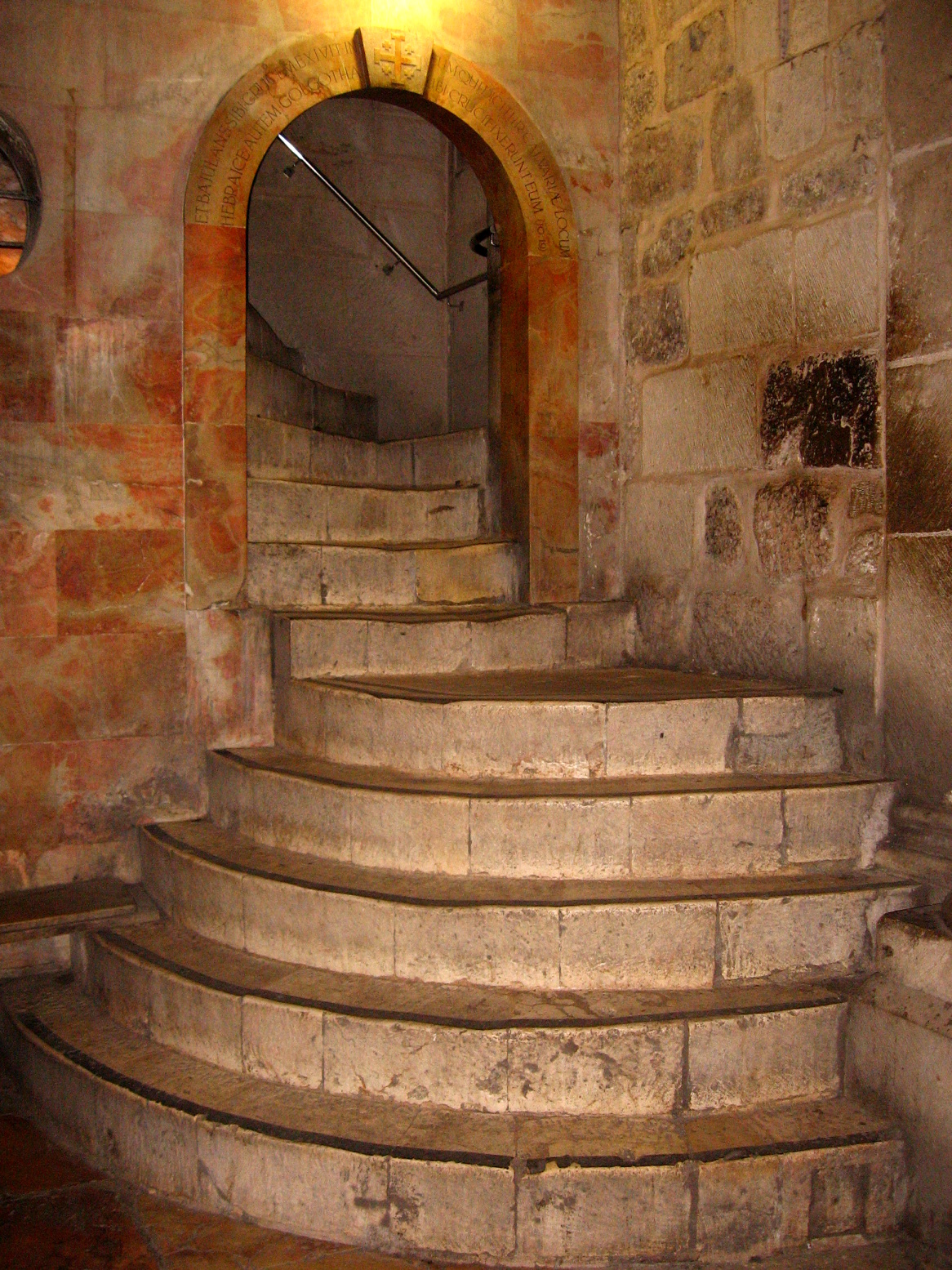
Cầu thang lên đồi Golgotha.
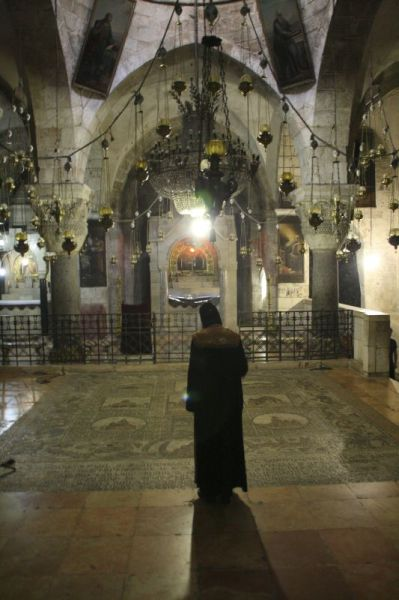
Nhà nguyện Thánh nữ Helen
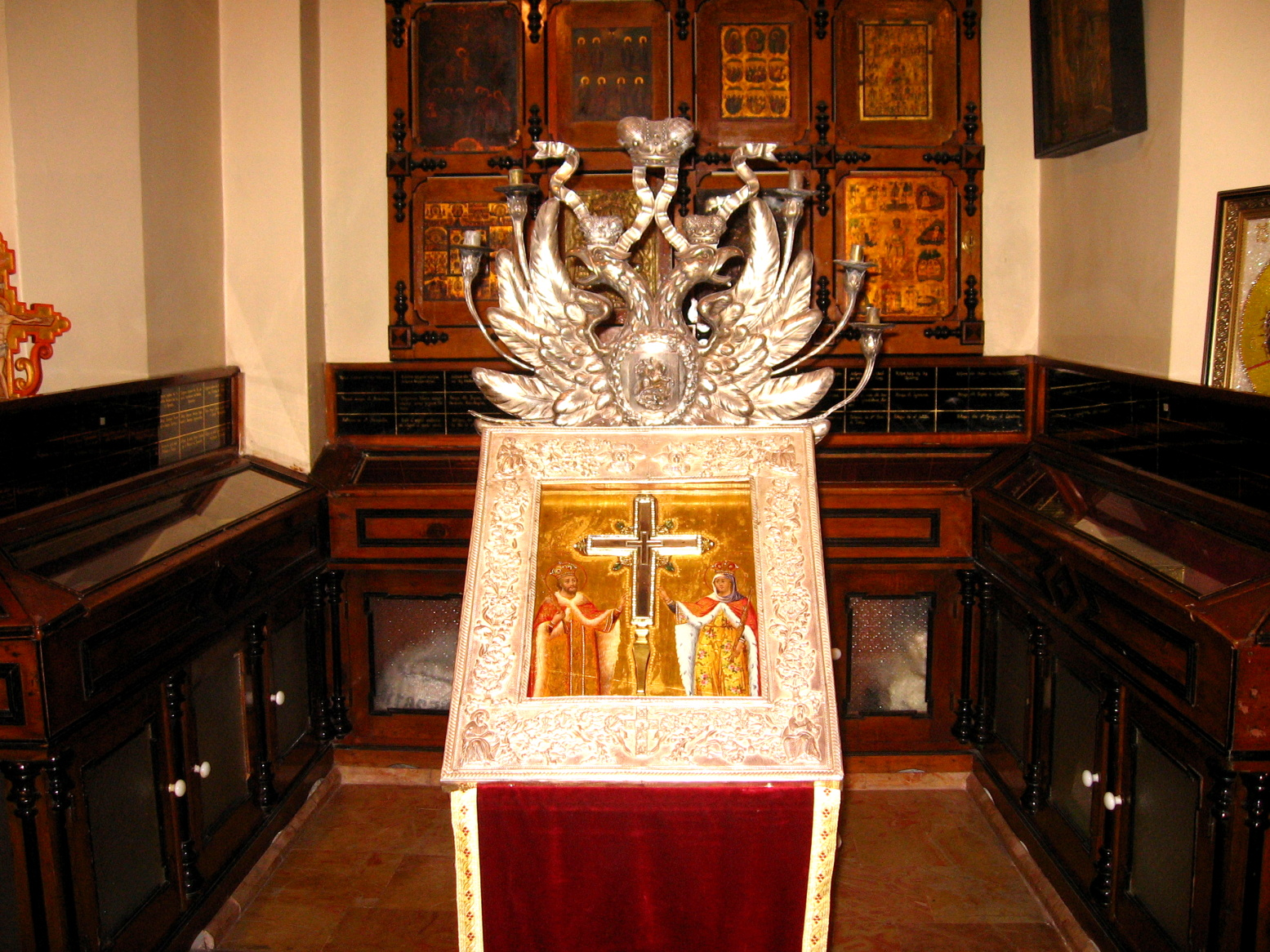
Treasure Room. Ở giữa: Thánh Giá thật. Gần tường: các Thánh tích khác.

### Các trang chung
- Article with Photos Lưu trữ ngày 4 tháng 1 năm 2012 tại Wayback Machine (article, interactive plan, photo gallery)
- OrthodoxWiki (article)
- Sacred Destinations (article, interactive plan, photo gallery)

### Các bài viết chính
- Egeria's description in the 380s Lưu trữ ngày 15 tháng 4 năm 2007 tại Wayback Machine
- The Church of the Resurrection (EHR 7:417‑436, 669‑684)

### Hình ảnh
- Photos Gallery of the Church - allaboutJerusalem.com Lưu trữ ngày 25 tháng 12 năm 2011 tại Wayback Machine
- Inside Photos of the Church
- Jerusalem Shots